# THW Kiel
Der Turnverein Hassee-Winterbek e. V. von 1904, bekannt als THW Kiel, ist ein Sportverein aus Kiel. Er stammt aus der ursprünglich selbständigen Gemeinde Hassee und deren Ortsteil Winterbek.
Der Verein wurde am 4. Februar 1904 gegründet. Als Sportarten wurde Turnen für Knaben und Männer angeboten, ab 1907 durften auch Mädchen teilnehmen. Ab 1923 wurde Handball gespielt, 1926 kam Leichtathletik hinzu, zeitweise Schwimmen, 1949 Tischtennis, 1959 Badminton und 1972 Tennis. Von 2011 bis 2017 verfügte der THW Kiel über eine Kung-Fu-Abteilung.
Bekannt ist der Verein vor allem durch seine Handballabteilung, deren Bundesliga-Spielbetrieb am 1. Juli 1992 in die THW Kiel Handball-Bundesliga GmbH & Co. KG ausgegliedert wurde. Der Turnverein Hassee-Winterbek e. V. von 1904 hält dort 26 Prozent der Stimmrechte.

## Die Handballabteilung

### Geschichte
In den Jahren 1948 und 1950 gewann der THW Kiel die deutsche Meisterschaft im Feldhandball und bereits vor der Gründung der Handball-Bundesliga im Jahr 1966 errang der THW drei deutsche Meistertitel im Hallenhandball (1957, 1962 und 1963) und wurde in 20 Spielzeiten 18-mal Meister der damals höchsten Spielklasse, der Landesliga Schleswig-Holstein. Bei der Gründung der Bundesliga wurde der THW Kiel allerdings als Schleswig-Holstein-Meister nicht berücksichtigt, da die Resultate der Regionalmeisterschaften 1966 herangezogen wurde, bei denen der THW am (Landesliga-Vizemeister) VfL Bad Schwartau gescheitert war. Ein Jahr später gelang jedoch der Aufstieg in die Bundesliga Nord. Seit 1967 spielt der THW mit Ausnahme der Saison 1973/74 immer in der Bundesliga.
Seit 1992 ist die Bundesliga-Mannschaft als THW Kiel Handball-Bundesliga GmbH & Co. KG vom Mutterverein Turnverein Hassee-Winterbek e. V. von 1904 abgekoppelt. Die Heimspiele der „Zebras“, wie die Handballer aufgrund ihrer traditionellen schwarz-weiß-gestreiften Trikots genannt werden, finden in der Wunderino Arena (ursprünglich Ostseehalle) statt, die 10.250 Zuschauern Platz bietet. Der THW ist der einzige Verein, der seit der Gründung der eingleisigen Bundesliga dabei ist. Mit dem Gewinn der dreizehnten deutschen Meisterschaft in der Saison 2006/07 löste der THW Kiel den VfL Gummersbach als deutschen Rekordmeister ab. Seitdem führt der Verein die Ewige Tabelle der Handball-Bundesliga an.
Mit insgesamt 49 nationalen Titeln ist der THW vor dem SC Magdeburg mit 21 nationalen Titeln der erfolgreichste deutsche Verein im Hallenhandball auf nationaler Ebene.

#### 1923 bis 1945 – Erste Jahre der Handballsparte
Nachdem Jugendliche 1923 auf einer Mitgliederversammlung erfolglos die Gründung einer Fußballsparte im THW beantragten, suchten diese nach Alternativen und begannen wenig später das Handballspielen. Da der Verein über keinen eigenen Sportplatz verfügte, konnte er zunächst nur Auswärtsspiele absolvieren. Die Handballsparte erlebte innerhalb kurzer Zeit einen großen Mitgliederzuwachs: 1926 nahmen acht Mannschaften am Spielbetrieb teil und bereits 1931 stellten die Kieler mit 19 Mannschaften die größte Abteilung in ganz Norddeutschland. Im gleichen Zeitraum entwickelten sich die Männer-, Frauen- und Jugendmannschaften zu den erfolgreicheren in der Region. Die Herren erreichten 1932 erstmals eine überregionale Meisterschaft innerhalb der Deutschen Turnerschaft, schieden dort aber bereits in der Vorrunde aus.
Obwohl der Vereinsvorstand 1932 noch die „parteipolitische Neutralität“ des Vereins und seiner Offiziellen betonte, übernahm man nach der Machtergreifung der Nationalsozialisten innerhalb kürzester Zeit deren politische Linie. In der sportlichen Entwicklung musste der THW zunächst zwei Rückschläge hinnehmen: Zum einen verließen viele Jugendliche den Verein, so dass die Jugendabteilung fast vollständig neu aufgebaut werden musste; zum anderen wurden die Herren nicht in die neue Handball-Gauliga Nordmark aufgenommen. Letztere konnten aber bereits 1934 in die höchste Spielklasse aufsteigen. Zwei Jahre später belegte der THW dort zwar einen Abstiegsplatz, durfte aber nach dem Rückzug eines anderen Gauligisten noch ein Relegationsspiel gegen Comet Hamburg bestreiten, das die Kieler mit 12:8 gewannen.
Aufgrund einer Umstrukturierung des Vereins, die insbesondere durch Fritz Westheider vorangetrieben wurde, begann schon in der folgenden Saison der sportliche Aufstieg des THW. 1937, 1938 und 1939 wurden die Kieler jeweils Gauliga-Vizemeister hinter dem Oberalster VfW aus Hamburg und stellten mit Westheider erstmals einen Nationalspieler. In den Kriegsjahren wurden weiterhin Gaumeisterschaften ausgespielt, wenngleich die Vereine ihre Spiele mit ständig wechselnden Aufstellungen austragen mussten. 1940 und 1943 wurde man erneut Nordmark-Vizemeister, ehe 1944 erstmals die Meisterschaft und die damit verbundene Teilnahme an der deutschen Meisterschaft erreicht wurde. Dort schieden die Schleswig-Holsteiner nach einer 5:7-Niederlage gegen die Marineschule Wesermünde in der Vorrunde aus.

#### 1945 bis 1957 – Titelgewinne im Feldhandball, erste Erfolge im Hallenhandball
Bereits wenige Monate nach Kriegsende trugen die THW-Mannschaften wieder Freundschaftsspiele aus. Innerhalb der ersten beiden Nachkriegsjahre erlebte die Handballsparte erneut einen großen Mitgliederzulauf, so dass der THW 1947 die meisten Handballmannschaften in den Besatzungszonen der Westmächte stellte. Im selben Jahr konnten die Kieler durch ein 9:4-Sieg über den Flensburger TB die schleswig-holsteinische Landesmeisterschaft im Feldhandball gewinnen und setzten sich wenig später bei der Nordmeisterschaft durch. In den Spielen um die Zonenmeisterschaft 1947, an der auch mehrere Mannschaften außerhalb der britischen Besatzungszone teilnahmen, schieden sie allerdings gegen den späteren Meister RSV Mülheim aus. Ein Jahr später errang der THW erneut die regionalen Meisterschaften und konnte sich anschließend im Viertelfinale (gegen die SG Wilmersdorf) und Halbfinale (gegen die SG Dietzenbach) der Interzonenmeisterschaft 1948 deutlich durchsetzen. Am 21. Juni 1948 traf der THW in Oberhausen auf den SV Waldhof Mannheim und gewann nach einem 3:2-Halbzeitrückstand mit 10:8 gegen die Süddeutschen; die erste deutsche Meisterschaft des THW.
1949 setzten sich die Zebras zwar punktverlustfrei in der Schleswig-Holstein-Liga durch, mussten sich aber im Finale der Nordmeisterschaft der SV Polizei Hamburg mit 10:3 geschlagen geben und scheiterten im Halbfinale der folgenden Meisterschaftsendrunde 1949 wieder an den Hamburgern. Auch in der folgenden Spielzeit kassierte der THW deutliche Niederlagen gegen die SV Polizei und beendete die Saison in der neu eingeführten Oberliga Nord auf dem zweiten Platz. Die von Fritz Westheider trainierte Mannschaft qualifizierte sich damit allerdings für die Endrunde 1950, die inzwischen vom DHB ausgerichtet wurde. Über Siege gegen die SG Haßloch und Frisch Auf Göppingen erreichte sie zum zweiten Mal nach 1948 das Finale und traf dort erneut auf den Nord-Rivalen SV Polizei Hamburg. Vor 22.000 begeisterten Zuschauern im neu eröffneten Holstein-Stadion setzte sich die Mannschaft um Spieler wie Hein Dahlinger und Herbert Podolske mit 10:9 durch und errang damit die zweite Meisterschaft. Im Folgejahr kam es nach ähnlicher Ausgangslage (die SV Polizei Hamburg dominierte erneut die Oberliga Nord vor dem THW) zu einer Neuauflage des Finalspiels zur Deutschen Meisterschaft 1951, das die Hamburger diesmal mit 12:4 für sich entschieden.
Nachdem sie sich 1952 nicht für die Endphase der deutschen Meisterschaft qualifizieren konnten, erreichten die Kieler als Nord-Vizemeister 1953 wieder das Endspiel, in welchem sie zum dritten Mal nach 1950 und 1951 auf den Polizeisportverein aus Hamburg trafen. Durch eine 15:19-Niederlage wurde der dritte Meistertitel allerdings verpasst. Zwar gewannen die Fördestädter zwischen 1954 und 1957 jeweils die Nordmeisterschaft vor ihrem Rivalen und galten folglich als Mitfavorit auf den Titel, sie konnten sich allerdings nicht mehr für das Endspiel qualifizieren.

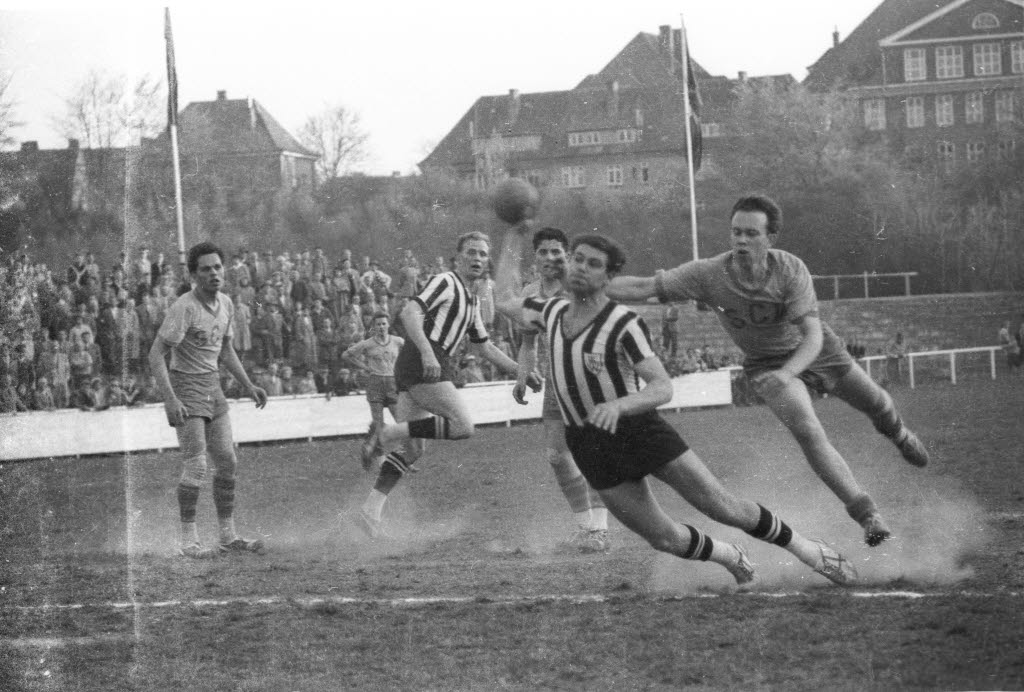
THW Kiel gegen Viktoria Hamburg, Endrunde um die Deutsche Meisterschaft im Feldhandball, 12. Mai 1957

Wie überall im deutschen Handballsport war auch in Kiel in der Nachkriegszeit zunächst der Feldhandball die wichtigere Variante der Sportart gegenüber dem Hallenhandball; aber auch in der Halle blieb der THW nicht ohne Erfolge: Wenn der THW sich neben dem damals übermächtigen norddeutschen Rivalen des Polizeisportvereins aus Hamburg für die Endrundenturniere in der Halle qualifizieren konnte, dann spielte der Verein auch „oben“ mit. Bei der Meisterschaft 1952 erreichte Kiel den vierten Platz, im folgenden Jahr beim Endrundenturnier 1953 den zweiten Platz, ebenso wie 1956. Das erste Meisterstück im Hallenhandball gelang dann bei der Endrunde 1957, als der THW im Finale den TC Frisch Auf Göppingen mit 7:5 besiegte – der Grundstein der späteren Erfolgsgeschichte des THW war gelegt.

#### 1957 bis 1990 – Ende des Feldhandballs, Hallenhandball-Bundesliga

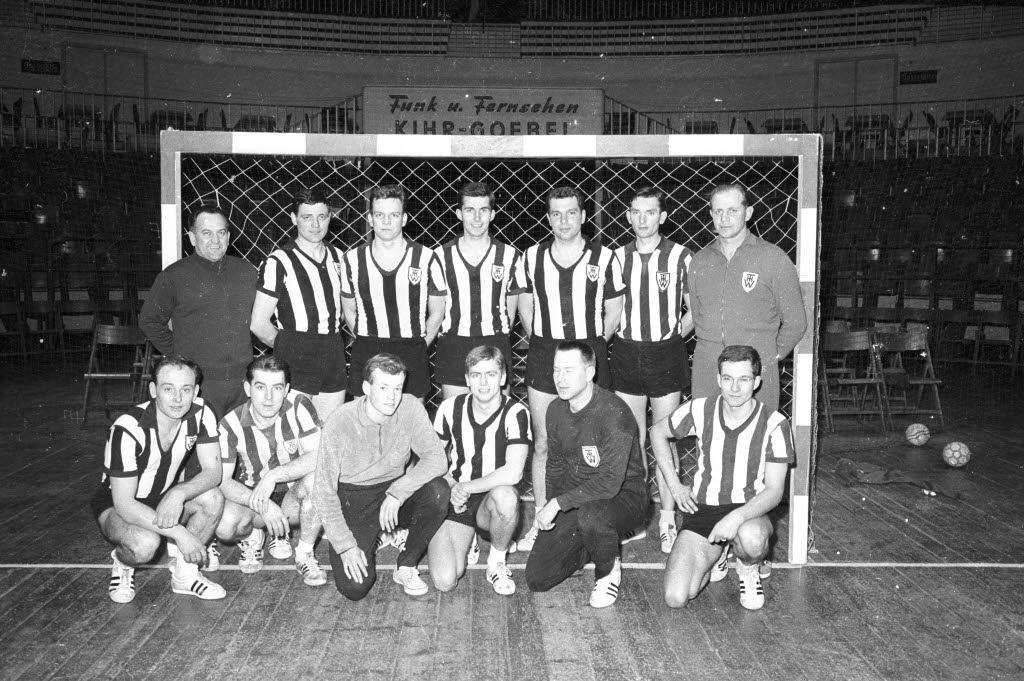
Aufstieg in die Bundesliga, 17. März 1967

Zwei Jahre nach der ersten Hallen-Meisterschaft 1957 traf der Verein eine zukunftsweisende Entscheidung, die die weitere Geschichte des Handballsports in Deutschland insgesamt vorwegnahm: Als einer der ersten hochklassig spielenden Vereine unterschied der TV Hassee-Winterbek deutlich zwischen Feldhandball und Hallenhandball, bildete 1959 zwei getrennte Mannschaften und legte den Schwerpunkt darauf, Hallenerfolge zu erzielen. Im Feldhandball kam der THW zwar noch zu drei weiteren Endrundenteilnahmen (Spielzeiten 1958, 1960 und 1964), schied dabei aber jeweils bereits im Achtelfinale aus; die Ära des Feldhandballs war in Kiel früher als in anderen Handballhochburgen beendet.
In Bezug auf den Hallenhandball war diese Neuausrichtung zunächst sehr erfolgreich: Schon in der folgenden Spielzeit 1960 erreichte der THW die Vizemeisterschaft, 1962 und 1963 folgten die zweite und die dritte deutsche Meisterschaft in der Halle. Ausgerechnet bei der Endrunde 1964 vor eigenem Publikum in der Ostseehalle kam aber der Rückschlag, im Finale unterlag Kiel – wie schon gegen denselben Gegner in der Finalbegegnung 1956 in einem sehr torarmen Spiel – dem Berliner SV 1892 mit 4:3 und wurde erneut nur Vizemeister. Für die zur Spielzeit 1966/67 neu eingeführte Handball-Bundesliga konnten die Kieler sich zunächst nicht qualifizieren, schafften aber gleich in der zweiten Saison den Aufstieg. Fortan kam der THW in der Nord-Staffel der Bundesliga (mit einjähriger Unterbrechung in der Saison 1973/74) zu guten Platzierungen, erreichte aber bis zur Bundesligareform 1977 keine Finalteilnahme mehr.
Nach mühsamem Start in die neue eingleisige Bundesliga – 1977 bis 1979 sicherte jeweils nur ein Punkt Vorsprung auf den Abstiegsrang den Klassenerhalt – etablierte sich der Verein seit den 1980er Jahren im oberen Tabellendrittel der Liga. Die besten Platzierungen waren dabei die drei Vizemeisterschaften in den Spielzeiten 1982/83, 1984/85 und 1988/89, der ganz große Erfolg in Form eines Meistertitels blieb noch aus.

#### 1990 bis 1993 – Aufbau einer Meistermannschaft

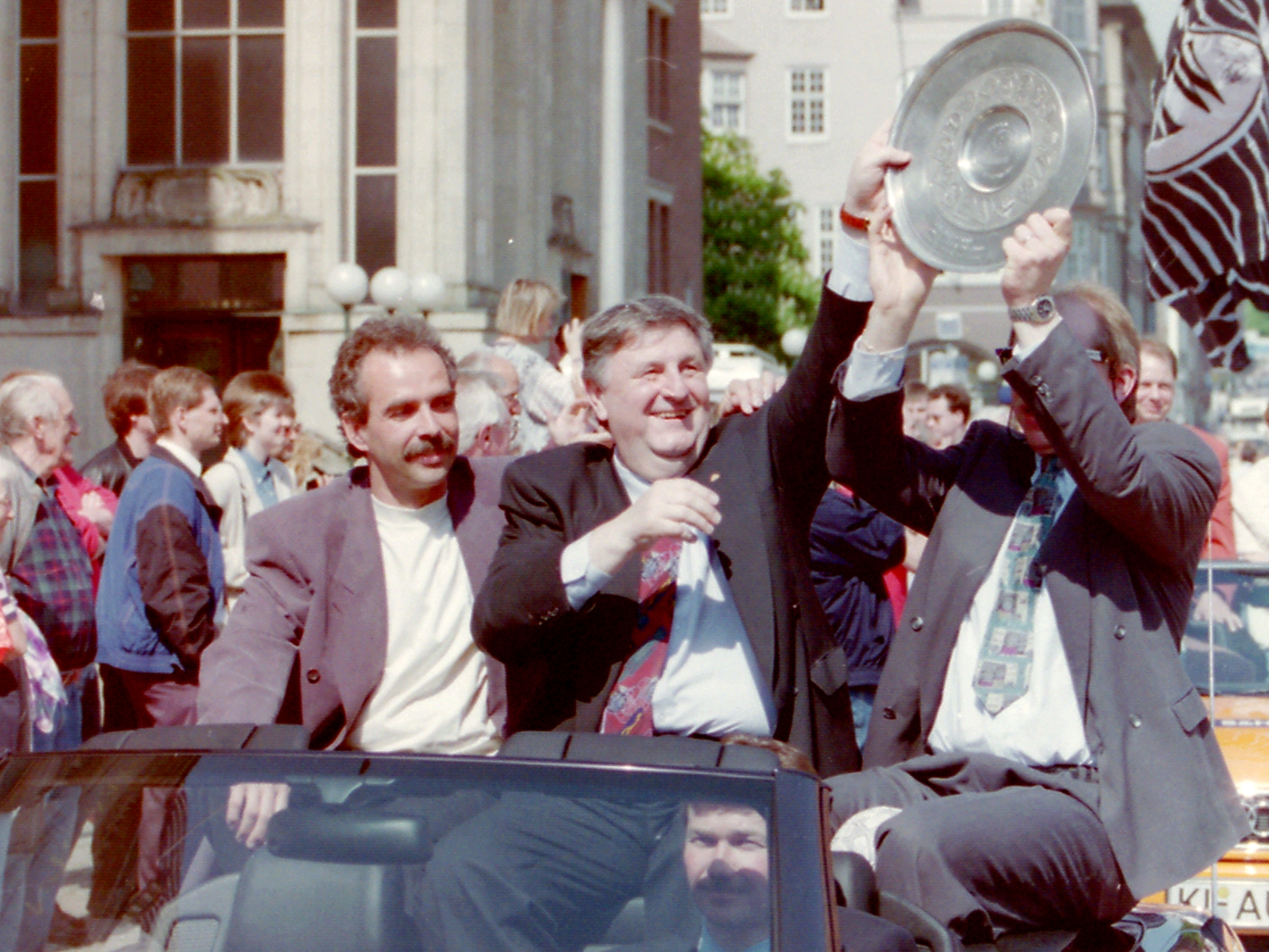
Heinz Jacobsen (Bildmitte) feiert mit Teamarzt Detlef Brandecker (links) und Uwe Schwenker (verdeckt) den Meistertitel 1994.

Im Jahr 1990 gelang Manager Heinz Jacobsen der wahrscheinlich wichtigste Transfer der Vereinsgeschichte. Der 26-jährige schwedische Weltmeister und spätere Welthandballer desselben Jahres Magnus Wislander wurde von Redbergslids IK verpflichtet. Mit ihm zog der THW in die Play-off-Runde der Saison 1990/91 ein, unterlag aber im Finale dem VfL Gummersbach. In der folgenden Saison 1991/92 wurden die Flügel mit Martin Schmidt und Christian Scheffler besetzt, die beide bis 2003 bleiben sollten. Wieder kam die Mannschaft ins Halbfinale der Play-offs, scheiterte aber am späteren Meister SG Wallau/Massenheim. Zur Saison 1992/93 wechselte Linksaußen Uwe Schwenker auf den Manager-Posten und Thomas Knorr wurde für den Rückraum unter Vertrag genommen. Am Ende der Saison wurde man nur Siebter der Bundesliga. Zur Saison 1993/94 wurden die letzten Puzzlestücke erworben. Kreisläufer Klaus-Dieter Petersen kam aus Gummersbach und Zvonimir Serdarušić besetzte die Trainerbank.

#### 1993 bis 2008 – Ära „Noka“ Serdarušić
| Saisonbilanzen 1994–2008                           |       |            |       |         |
| Saison                                             | Platz | Tore       | Diff. | Punkte  |
| 1993/94                                            | 1.    | 0757 : 638 | + 119 | 51 : 17 |
| 1994/95                                            | 1.    | 0719 : 628 | + 091 | 47 : 13 |
| 1995/96                                            | 1.    | 0751 : 643 | + 108 | 44 : 16 |
| 1996/97                                            | 3.    | 0797 : 716 | + 081 | 38 : 22 |
| 1997/98                                            | 1.    | 0742 : 664 | + 078 | 41 : 15 |
| 1998/99                                            | 1.    | 0847 : 679 | + 168 | 48 : 12 |
| 1999/00                                            | 1.    | 0917 : 783 | + 134 | 52 : 16 |
| 2000/01                                            | 5.    | 1032 : 912 | + 120 | 53 : 23 |
| 2001/02                                            | 1.    | 0968 : 820 | + 148 | 54 : 14 |
| 2002/03                                            | 6.    | 0993 : 921 | + 072 | 40 : 28 |
| 2003/04                                            | 2.    | 1105 : 903 | + 102 | 56 : 12 |
| 2004/05                                            | 1.    | 1117 : 936 | + 181 | 62 : 06 |
| 2005/06                                            | 1.    | 1217 : 968 | + 249 | 62 : 06 |
| 2006/07                                            | 1.    | 1237 : 976 | + 261 | 58 : 10 |
| 2007/08                                            | 1.    | 1151 : 926 | + 225 | 61 : 07 |
| Gold unterlegt: Gewinn der deutschen Meisterschaft |       |            |       |         |

Unter „Noka“ Serdarušić entwickelte sich der THW Kiel zur erfolgreichsten Handballmannschaft Deutschlands. In seiner Amtszeit holte der THW elf deutsche Meisterschaften. Der Höhepunkt war die Saison 2007, in der die Kieler das historische Triple mit dem Sieg der Champions League, des DHB-Pokals und der Deutschen Meisterschaft feiern konnten. Am 26. Juni 2008 trennten sich der THW und Serdarušić einvernehmlich.
Im Februar 2009 wurden gegen den THW und Serdarušić massive Vorwürfe laut; der Trainer und der THW-Manager Uwe Schwenker sollen bei mindestens 10 Spielen, unter anderem dem Champions-League-Finale 2007, die Schiedsrichter bestochen haben. Der THW bestritt die Vorwürfe, die insbesondere von der Leitung der Rhein-Neckar Löwen erhoben wurden. Am 26. Januar 2012 wurden Serdarušić und Schwenker vom Landgericht Kiel in allen Anklagepunkten freigesprochen.

#### 2008 bis 2019 – Ära Alfreð Gíslason
| Saison                                             | Platz | Tore       | Diff. | Punkte  |
| -------------------------------------------------- | ----- | ---------- | ----- | ------- |
| 2008/09                                            | 1.    | 1226 : 955 | + 271 | 65 : 30 |
| 2009/10                                            | 1.    | 1135 : 865 | + 270 | 62 : 60 |
| 2010/11                                            | 2.    | 1099 : 875 | + 224 | 55 : 13 |
| 2011/12                                            | 1.    | 1107 : 809 | + 298 | 68 : 00 |
| 2012/13                                            | 1.    | 1122 : 899 | + 223 | 61 : 70 |
| 2013/14                                            | 1.    | 1114 : 878 | + 236 | 59 : 90 |
| 2014/15                                            | 1.    | 1095 : 854 | + 241 | 65 : 70 |
| 2015/16                                            | 3.    | 0974 : 822 | + 152 | 50 : 14 |
| 2016/17                                            | 3.    | 0960 : 849 | + 111 | 53 : 15 |
| 2017/18                                            | 5.    | 0989 : 854 | + 135 | 49 : 19 |
| 2018/19                                            | 2.    | 1018 : 806 | + 212 | 62 : 60 |
| Gold unterlegt: Gewinn der deutschen Meisterschaft |       |            |       |         |

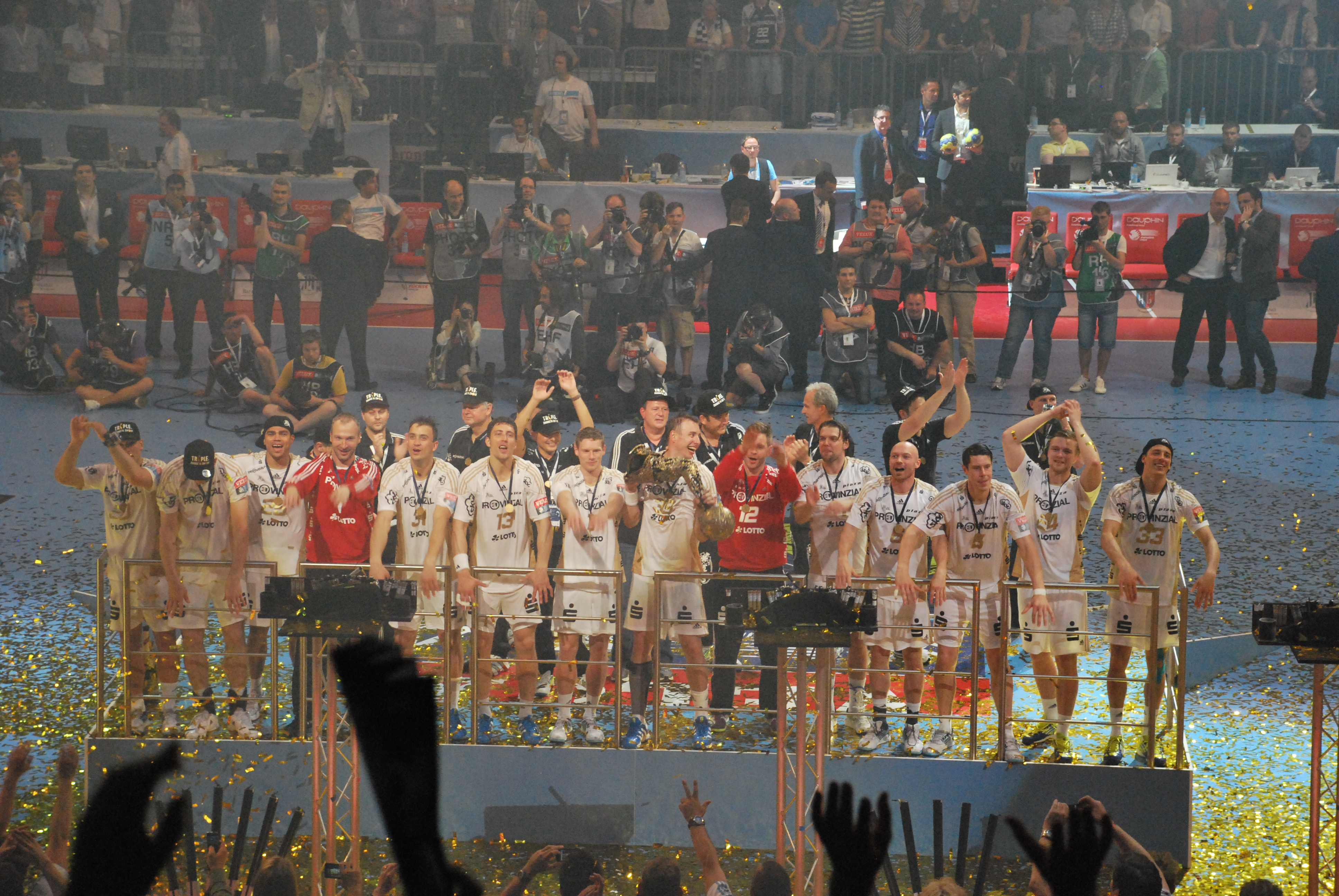
Die Mannschaft des THW Kiel nach dem Gewinn der Champions-League 2012

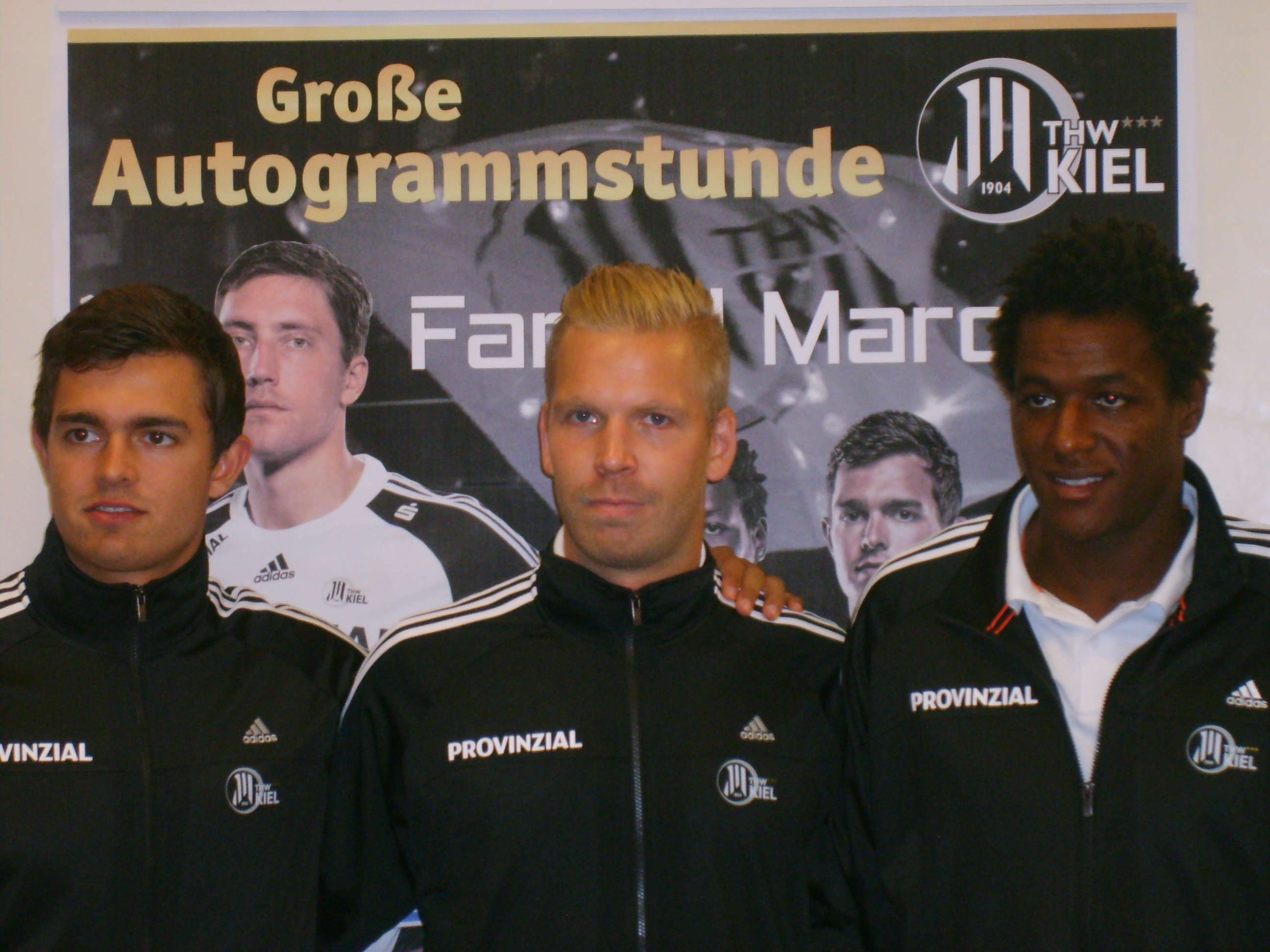
Die 2013 neu verpflichteten Spieler Rasmus Lauge Schmidt, Johan Sjöstrand und Wael Jallouz

Alfreð Gíslason übernahm im Jahr 2008 das Amt des Cheftrainers von Serdarušić. In dieser Saison wurde der THW Kiel Deutscher Meister mit einem neuen Rekord von nur drei Minuspunkten. In der Champions League gewann der Verein in der ersten Gruppenphase alle sechs Spiele. Auch die zweite Gruppenphase gewann der THW Kiel vor BM Ciudad Real und dem FC Barcelona. Im Viertelfinale konnte der kroatische Verein RK Zagreb bezwungen und die Rhein-Neckar Löwen im Halbfinale besiegt werden. Auch das Hinspiel des Finales entschied der THW für sich, jedoch musste er im Rückspiel eine Niederlage mit höherem Toreabstand einstecken, was BM Ciudad Real zum Sieger der Champions League machte. Schließlich wurde auch der DHB-Pokal mit einem 30:24-Finalsieg gegen den VfL Gummersbach gewonnen.
In der Saison 2009/10 wurde man mit einem Punkt Vorsprung vor dem HSV Hamburg zum sechzehnten Mal in der Vereinsgeschichte Deutscher Meister. Im DHB-Pokal schied der Meister nach einer 35:28-Niederlage im Viertelfinale gegen den VfL Gummersbach aus. In der Champions League wurden die Handballer in der Gruppenphase mit drei Minuspunkten in zehn Spielen Erster vor dem FC Barcelona. Im Achtelfinale wurde der FCK Håndbold und im Viertelfinale die Rhein-Neckar Löwen bezwungen. Der Champions-League-Sieger wurde zum ersten Mal in einem Final-Four-Modus ermittelt. Dabei wurde im Halbfinale der BM Ciudad Real mit 29:27 und im Finale der FC Barcelona mit 36:34 besiegt und somit der zweite Champions-League-Titel in der Vereinsgeschichte errungen.
Die Saison 2010/11 war weniger erfolgreich. In der Bundesliga musste man dem Handball Sport Verein HSV Hamburg den Vortritt lassen. In der Champions League gewann die Mannschaft zwar wieder die Gruppenphase vor den Rhein-Neckar Löwen und dem FC Barcelona, nach gewonnenem Achtelfinale musste der Verein sich aber dem späteren Sieger FC Barcelona im Viertelfinale geschlagen geben. Der DHB-Pokal konnte jedoch zum siebten Mal mit einem 30:24-Finalsieg gegen die SG Flensburg-Handewitt gewonnen werden. Zum ersten Mal in der Vereinsgeschichte gewann der THW die anschließend ausgetragene Vereins-Weltmeisterschaft. In Doha gelang im Finale ein Sieg gegen BM Ciudad Real mit 28:25, was dem Verein 400.000 Euro Preisgeld einbrachte.
Zur Saison 2011/12 verpflichtete der THW keine neuen Spieler. Im DHB-Pokal sicherte man sich mit Siegen über den HSV Hamburg und die SG Flensburg-Handewitt im Finale den achten Titel. Auch in der Champions League wurde der THW Sieger. Nachdem der Verein die Gruppenphase als Erster vor AG Kopenhagen abgeschlossen hatte, setzte er sich im Achtelfinale gegen Wisła Płock und im Viertelfinale gegen RK Zagreb durch, und gewann beim Final Four in Köln gegen die Füchse Berlin und gegen Atletico Madrid. Die Bundesligasaison 2011/12 war die erfolgreichste in der Vereinsgeschichte: Der THW gewann alle Saisonspiele und schaffte es damit, im Handball als erste Mannschaft der Bundesligageschichte eine Saison verlustpunktfrei zu überstehen. Bereits fünf Spiele vor Saisonende stand der Verein darüber hinaus als neuer Deutscher Meister fest, so früh wie noch kein Team zuvor. Am Ende der Saison verließen Tobias Reichmann, Henrik Lundström, Daniel Kubeš, Kim Andersson und Milutin Dragićević den Verein.
Für die Spielzeit 2012/13 neu verpflichtet wurden Marko Vujin, Patrick Wiencek, René Toft Hansen, Guðjón Valur Sigurðsson und Niclas Ekberg. Am 16. September 2012 endete eine Serie von 40 Bundesliga-Siegen in Folge mit dem 26:26-Unentschieden bei den Füchsen Berlin, und am 9. Dezember 2012 eine Serie von 51 Ligaspielen ohne Niederlage mit dem 25:29 zuhause gegen die MT Melsungen. Im DHB-Pokal sicherte man sich mit Siegen über die MT Melsungen und die SG Flensburg-Handewitt im Finale den neunten Titel. Am 31. Spieltag gewann der THW durch einen 31:25-Sieg über die Rhein-Neckar Löwen vorzeitig die 18. deutsche Meisterschaft. In der Champions League scheiterte der Verein im Halbfinale durch ein 33:39 gegen den HSV Hamburg, auch das folgende Spiel um Platz drei gegen KS Kielce wurde mit 30:31 knapp verloren. Am Saisonende beendete Marcus Ahlm seine Karriere als Spieler und wechselte in den Aufsichtsrat des THW Kiel. Thierry Omeyer, Daniel Narcisse und Momir Ilić verließen den Verein.
Zur Saison 2013/14 kamen Wael Jallouz, Johan Sjöstrand und Rasmus Lauge Schmidt neu zum THW. Am 11. Dezember 2013 schied Kiel im Achtelfinale des DHB-Pokals gegen die Rhein-Neckar Löwen aus. Es war die erste Heimniederlage der Zebras im DHB-Pokal seit mehr als 23 Jahren. Am letzten Spieltag der Saison gewann der THW sein Heimspiel gegen die Füchse Berlin mit 37:23, während die punktgleichen Rhein-Neckar Löwen beim VfL Gummersbach mit 40:35 siegten. In der Endabrechnung gewannen die Zebras aufgrund der um zwei Tore besseren Tordifferenz (+ 236 Tore) ihre 19. Meisterschaft vor den Löwen (+ 234 Tore). Marko Vujin wurde mit 248 Treffern, davon 66 per Siebenmeter, Torschützenkönig der Handball-Bundesliga. In der Champions League erreichte der THW erneut das Final Four. Durch einen 29:26-Halbfinalsieg über den ungarischen Klub KC Veszprém zogen die Kieler zum siebten Mal ins Finale ein, wo sie der SG Flensburg-Handewitt mit 28:30 unterlagen. Am Ende der Saison verließ Christian Zeitz nach elf Jahren den Verein und folgte Momir Ilić zum KC Veszprém. Guðjón Valur Sigurðsson und Wael Jallouz wechselten zum FC Barcelona.
Zur Spielzeit 2014/15 kamen Domagoj Duvnjak und Joan Cañellas vom HSV Hamburg sowie Steffen Weinhold von der SG Flensburg-Handewitt neu zu den Zebras. Rune Dahmke, der seit 2008 in der Jugend des THW spielte und die zwei Jahre zuvor mit Doppelspielrecht fast ausnahmslos für den TSV Altenholz aktiv war, bekam einen Profivertrag bis 2016. Zum Saisonauftakt gewann der THW gegen die Füchse Berlin den Supercup mit 24:18. Wie im Vorjahr schied der THW gegen die Rhein-Neckar Löwen im Pokalviertelfinale aus. In Mannheim verloren die Zebras am 4. März 2015 mit 29:26. In der Champions League wurde wiederum das Final 4 in Köln erreicht. Dort verlor Kiel zunächst das Halbfinale 27:31 gegen MKB-MVM Veszprém aus Ungarn und dann auch das Spiel um dem 3. Platz mit 28:26 gegen KS Kielce aus Polen und wurde Vierter. Erfolgreicher waren die Zebras in der Bundesliga, wo sie den insgesamt zwanzigsten Titel der Vereinsgeschichte gewannen. Nachdem sie nach dem ersten Spieltag Tabellenletzter waren, hatten sie am Ende der Saison mit 65:7 Punkten zwei Punkte Vorsprung vor den Rhein-Neckar Löwen (56:9). Zahlreiche Verletzungen machten es notwendig während der Saison ehemalige Spieler zu reaktivieren. Nachdem sowohl Johan Sjöstrand erkrankt war und Andreas Palicka sich verletzt hatte, wurde dem Nachwuchstorhüter Kim Sonne-Hansen der Routinier Steinar Ege für einige Spiele zur Seite gestellt. Ebenso wurde nach dem Kreuzbandriss von Dominik Klein mit Henrik Lundström ein eigentlich schon im Ruhestand befindlicher ehemaliger Kieler kurzfristig verpflichtet. Nach der Saison wechselte mit Aron Pálmarsson nach sechs Jahren Vereinszugehörigkeit einer der zentralen Spieler zu MKB-MVM Veszprém. Daneben verließen alle Torhüter sowie der erst seit zwei Jahren in Kiel spielende, aufgrund von Verletzungen nie richtig angekommene Rasmus Lauge Schmidt den Verein.
Vor Beginn der Saison 2015/16 verließ auch noch Kapitän Filip Jícha den Verein, der zum FC Barcelona wechselte. Prominentester Neuzugang war Torhüter Niklas Landin von den Rhein-Neckar Löwen. Zum ersten Mal seit 2003 gewann der THW im Jahr 2016 keinen Titel. In der Meisterschaft wurde man Dritter; vor allem die Auswärtsbilanz mit fünf Niederlagen war ungewöhnlich schlecht. Im DHB-Pokal schied man im Viertelfinale mit 27:34 gegen die SG Flensburg-Handewitt aus. In der Champions League belegte Kiel in der nur noch aus zwei Gruppen bestehenden Vorrunde den vierten Platz und setzte sich anschließend im Achtelfinale gegen Pick Szeged und im Viertelfinale gegen Titelverteidiger FC Barcelona durch. Im Final Four in Köln verlor man das Halbfinale gegen Veszprém mit 28:31 nach Verlängerung und auch das Spiel um Platz drei gegen Paris St. Germain mit 27:29. Die Saison war durch viele langwierige Verletzungen von Stammspielern geprägt, so dass insgesamt sechs Spieler nachverpflichtet wurden.
In den folgenden zwei Spielzeiten bestätigte sich der Trend: In der Bundesliga belegte man nur den 3. und 5. Platz, in der Champions League war jeweils im Viertelfinale Schluss. Lediglich den DHB-Pokal gewann man 2017 gegen die SG Flensburg-Handewitt, scheiterte im Folgejahr aber bereits im Achtelfinale am TSV Hannover-Burgdorf. Mit Mykola Bilyk und Lukas Nilsson konnten zwei junge Spieler integriert werden. 2017 kam Miha Zarabec als Verstärkung auf der Spielmacherposition. In der Saison 2018/19 ging es wieder bergauf. Hendrik Pekeler und Harald Reinkind wurden verpflichtet, die 2016 und 2017 mit den Rhein-Neckar Löwen Deutscher Meister waren. In der Liga musste man Flensburg mit nur zwei Punkten Rückstand den Vortritt lassen, nachdem man beide Spiele gegen den SC Magdeburg verloren hatte. Gegen denselben Gegner siegte man jedoch im Finale des DHB-Pokals. Zum ersten Mal seit 2004 war Kiel nicht für die Champions League qualifiziert, holte sich stattdessen aber den EHF-Pokal. Beim Final Four in eigener Halle bezwang die Mannschaft im Endspiel die Füchse Berlin.

#### Seit 2019 – Ära Filip Jícha
| Saison                                             | Platz | Tore       | Diff. | Punkte  |
| -------------------------------------------------- | ----- | ---------- | ----- | ------- |
| 2019/20                                            | 1.    | 0782 : 650 | + 132 | 44 : 80 |
| 2020/21                                            | 1.    | 1212 : 999 | + 213 | 68 : 80 |
| 2021/22                                            | 2.    | 1045 : 870 | + 175 | 58 : 10 |
| 2022/23                                            | 1.    | 1098 : 917 | + 181 | 59 : 90 |
| 2023/24                                            | 4.    | 1089 : 987 | + 102 | 47 : 21 |
| 2024/25                                            | 4.    | 1061 : 946 | + 115 | 51 : 17 |
| Gold unterlegt: Gewinn der deutschen Meisterschaft |       |            |       |         |

Nachdem Alfreð Gíslason seine Tätigkeit beim THW nach der Saison 2018/19 beendet hatte, wurde der frühere Spieler Filip Jícha, der Alfreð Gíslason zuvor ein Jahr assistiert hatte, neuer Trainer. Auf Anhieb holte er mit dem THW nach fünf Jahren wieder die Meisterschaft, die wegen der COVID-19-Pandemie vorzeitig beendet wurde. In der Champions League qualifizierte man sich als Gruppensieger für das erst in der Folgesaison ausgetragene Final Four. Mit Sander Sagosen kam im Sommer 2020 von Paris Saint-Germain ein Weltklassespieler. Im Dezember 2020 gewann Kiel das Final-Four-Turnier nach Siegen über KC Veszprém (36:35 n. V.) und den FC Barcelona (33:28), der zuletzt 22 Champions-League-Spiele in Folge und auch gegen Kiel in der laufenden Runde zweimal gewonnen hatte.
In der Saison 2020/21 errang der THW zum 22. Mal die deutsche Meisterschaft, diesmal durch den gewonnenen direkten Vergleich mit der punktgleichen SG Flensburg-Handewitt. Im nachträglich ausgetragenen Final Four des DHB-Pokal 2019/20 unterlag man überraschend dem späteren Pokalsieger TBV Lemgo Lippe trotz zwischenzeitlicher 7-Tore-Führung im Halbfinale. Der Pokal 2020/21 wurde nicht ausgespielt. In der EHF Champions League 2020/21 schied das Team im Viertelfinale gegen Paris aus.

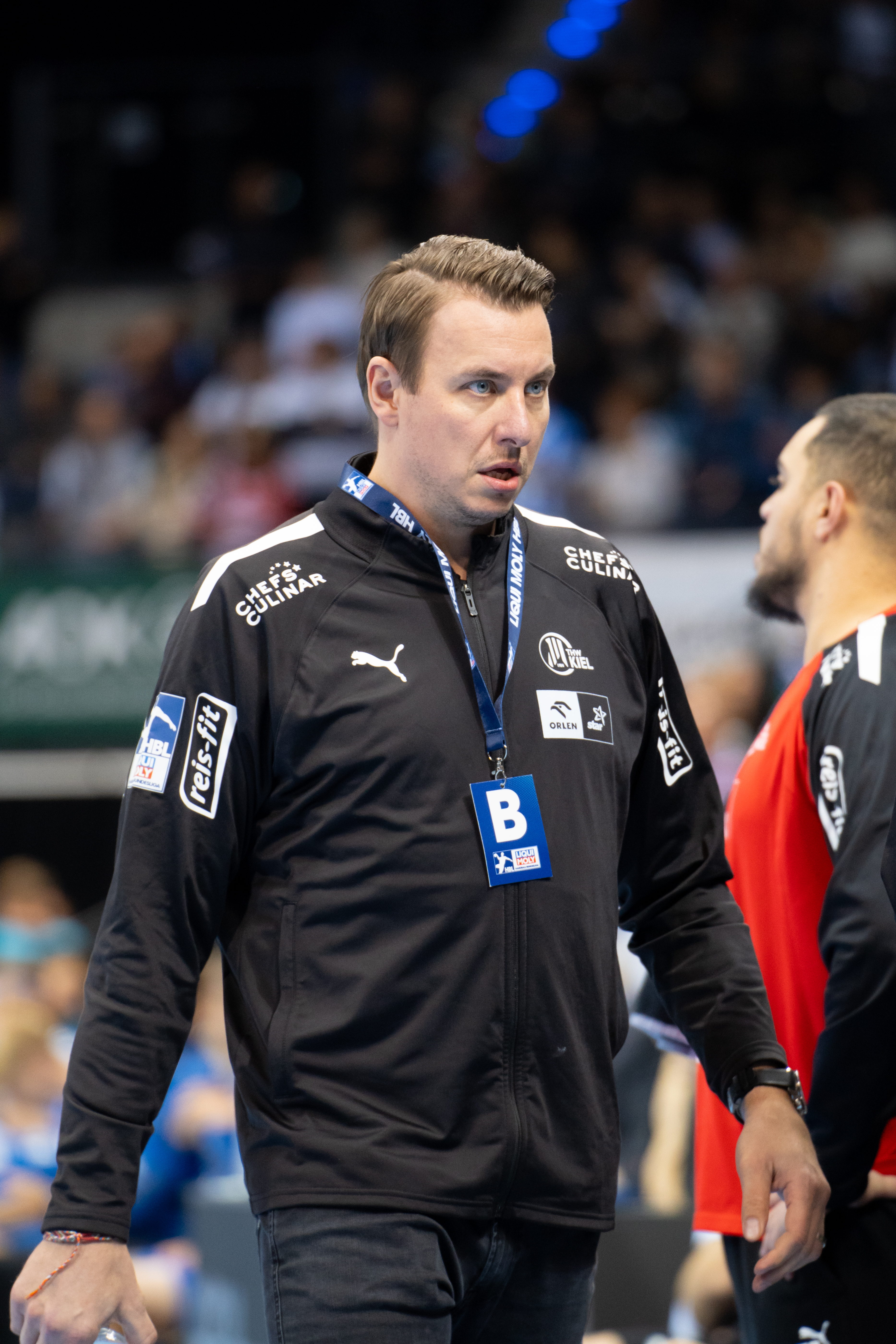
Trainer Filip Jicha (2023)

Die Saison 2021/22 begann mit dem 30:29-Sieg im DHB-Supercup über den TBV Lemgo. Nach drei Auswärtssiegen erreichte der THW das Final-Four-Turnier des DHB-Pokals 2021/22 in Hamburg. Im Halbfinale revanchierten sich die Kieler für die Vorjahresniederlage an gleicher Stelle gegen den TBV Lemgo. Im Endspiel besiegte man den SC Magdeburg mit 28:21 und errang zum 12. Mal den Pokal. In der Bundesliga zeigte der THW eine vorentscheidende Schwächephase im Oktober 2021, als die Mannschaft zum ersten Mal seit April 2003 vier Spiele in Folge nicht gewinnen konnte. Nach zwei weiteren Niederlagen gewann die Mannschaft ihre verbleibenden zehn Saisonspiele, u. a. in Magdeburg und in Flensburg. Kurz vor Saisonende riss sich Hendrik Pekeler die Achillessehne, für ihn wurde der Norweger Bjarte Myrhol reaktiviert. Auch Sander Sagosen zog sich eine schwere Sprunggelenksverletzung zu. Am Saisonende qualifizierte sich der THW als Zweiter hinter dem Meister SC Magdeburg erneut für die Champions League. In der EHF Champions League 2021/22 übersprangen die Kieler als Gruppenzweite das Achtelfinale, im Viertelfinale trafen sie wie im Vorjahr auf Paris Saint-Germain, blieben dieses Mal aber siegreich (30:30, 33:32). Im Final Four in Köln trafen sie im Halbfinale auf Titelverteidiger FC Barcelona, dem sie mit 30:34 unterlagen. Im Spiel um Platz 3 setzten sie sich nach einem 34:34 nach regulärer Spielzeit 3:1 im Siebenmeterwerfen gegen KC Veszprém durch.
Die Saison 2022/23 wurde mit dem Gewinn des Supercups gegen den Meister SC Magdeburg eröffnet. In der Bundesliga gehörte man lange zur Spitzengruppe, leistete sich aber zwei überraschende Heimniederlagen gegen den TBV Lemgo Lippe und den SC DHfK Leipzig. Auswärts unterlag man bei den Füchsen Berlin und der SG Flensburg-Handewitt jeweils deutlich. Nach zwölf Siegen und einem Unentschieden (gegen Magdeburg) wurde man durch einen Schlussspurt mit zwei Punkten Vorsprung vor dem SCM zum 23. Mal deutscher Meister. Im DHB-Pokal 2022/23 wurde die Viertelfinalbegegnung mit dem SC Magdeburg aufgrund einer Doppelbelegung der heimischen Wunderino-Arena in der Hamburger Barclays Arena vor einer Rekordkulisse von 12.523 Zuschauern ausgetragen, die Gäste setzten sich dabei mit 34:35 nach Verlängerung durch. In der EHF Champions League 2022/23 beendete die Mannschaft nach einer durchwachsenen Leistung die Gruppenphase auf dem vierten Platz der Gruppe B. In der Play-off-Runde bezwang der THW Dinamo Bukarest auswärts mit 28:41 und konnte eine 31:32-Heimniederlage verschmerzen. Im Viertelfinale scheiterte man nach zwei Niederlagen an Paris Saint-Germain.
Die Spielzeit 2023/24 begann mit einem Sieg im DHB-Supercup gegen die Rhein-Neckar Löwen, die man mit 37:36 nach Siebenmeterwerfen bezwang. Im DHB-Pokal 2023/24 schied man nach einer 31:32-Heimniederlage gegen HSG Wetzlar bereits in der dritten Runde aus. Nach fünf Niederlagen an den ersten zwölf Spieltagen verabschiedete sich die Mannschaft frühzeitig aus dem Meisterrennen und beendete die Saison auf dem vierten Rang. In der EHF Champions League wurde man Gruppensieger und erreichte das Final Four in Köln, nachdem man im Viertelfinale einen Neun-Tore-Rückstand aus dem Hinspiel bei Montpellier Handball (30:39) durch einen 31:21-Heimsieg noch aufgeholt hatte.
In der Saison 2024/25 gewann man zum 13. Mal den DHB-Pokal. In der EHF European League der Männer 2024/25 erreichte die Mannschaft ohne Niederlage das Final Four in Hamburg. Dort unterlag sie im Halbfinale Montpellier HB mit 31:32 und setzte sich im Spiel um Platz 3 gegen die MT Melsungen – dem sechsten Aufeinandertreffen der beiden Teams in dieser Saison – mit 37:31 durch.

### Profimannschaft

#### Kader 2025/26
| Nr. | Nation      | Name                       | Position        | Größe  | Gewicht | Geburtsdatum      | Geburtsort              | Vertrag seit | Vertrag bis | Letzter Verein                 |
| --- | ----------- | -------------------------- | --------------- | ------ | ------- | ----------------- | ----------------------- | ------------ | ----------- | ------------------------------ |
| 01  | Spanien     | Gonzalo Pérez de Vargas    | Torwart         | 1,90 m | 088 kg  | 10. Januar 1991   | Toledo, Spanien         | 2025         | 2029        | FC Barcelona                   |
| 12  | Deutschland | Leon Nowottny              | Torwart         | 2,00 m | 102 kg  | 9. August 2005    | Hamburg, Deutschland    | 2024         | 2026        | eigene Jugend                  |
| 33  | Deutschland | Andreas Wolff              | Torwart         | 1,98 m | 110 kg  | 3. März 1991      | Euskirchen, Deutschland | 2024         | 2028        | KS Kielce                      |
| 04  | Kroatien    | Domagoj Duvnjak            | Rückraum Mitte  | 1,98 m | 102 kg  | 1. Juni 1988      | Đakovo, Jugoslawien     | 2014         | 2026        | HSV Hamburg                    |
| 06  | Norwegen    | Harald Reinkind            | Rückraum rechts | 1,97 m | 102 kg  | 17. August 1992   | Tønsberg, Norwegen      | 2018         | 2027        | Rhein-Neckar Löwen             |
| 07  | Danemark    | Magnus Landin Jacobsen     | Linksaußen      | 1,97 m | 092 kg  | 20. August 1995   | Helsingør, Dänemark     | 2018         | 2026        | KIF Kolding                    |
| 11  | Norwegen    | Petter Øverby              | Kreisläufer     | 2,00 m | 110 kg  | 26. März 1992     | Kongsvinger, Norwegen   | 2022         | 2026        | HC Erlangen                    |
| 15  | Deutschland | Jesse Dahmke               | Rückraum rechts | 1,93 m | 091 kg  | 23. Oktober 2004  | Kiel, Deutschland       | 2025         | 2026        | eigene Jugend                  |
| 20  | Schweiz     | Lukas Laube                | Kreisläufer     | 1,93 m | 100 kg  | 22. April 2000    | Aarau, Schweiz          | 2025         | 2027        | TVB 1898 Stuttgart             |
| 21  | Schweden    | Eric Johansson             | Rückraum links  | 1,97 m | 100 kg  | 28. Juni 2000     | Eskilstuna, Schweden    | 2022         | 2028        | Elverum Håndball               |
| 22  | Deutschland | Rasmus Ankermann           | Rückraum Mitte  | 1,91 m | 095 kg  | 31. Juli 2007     | Kiel, Deutschland       | 2025         | 2027        | eigene Jugend                  |
| 23  | Deutschland | Rune Dahmke                | Linksaußen      | 1,90 m | 085 kg  | 10. April 1993    | Kiel, Deutschland       | 2012         | 2026        | SV Mönkeberg                   |
| 24  | Deutschland | Lukas Zerbe                | Rechtsaußen     | 1,84 m | 073 kg  | 17. Januar 1996   | Lemgo, Deutschland      | 2024         | 2027        | TBV Lemgo Lippe                |
| 45  | Danemark    | Emil Wernsdorf Madsen      | Rückraum rechts | 1,94 m | 094 kg  | 1. Januar 2001    | Svendborg, Dänemark     | 2024         | 2028        | GOG                            |
| 53  | Osterreich  | Mykola Bilyk               | Rückraum links  | 1,98 m | 104 kg  | 28. November 1996 | Tunis, Tunesien         | 2016         | 2026        | Handballclub Fivers Margareten |
| 61  | Deutschland | Hendrik Pekeler            | Kreisläufer     | 2,03 m | 102 kg  | 2. Juli 1991      | Itzehoe, Deutschland    | 2018         | 2027        | Rhein-Neckar Löwen             |
| 71  | Faroer      | Elias Ellefsen á Skipagøtu | Rückraum Mitte  | 1,85 m | 085 kg  | 19. Mai 2002      | Kopenhagen, Dänemark    | 2023         | 2027        | IK Sävehof                     |
| 91  | Ungarn      | Bence Imre                 | Rechtsaußen     | 1,85 m | 072 kg  | 15. Oktober 2002  | Budapest, Ungarn        | 2024         | 2026        | Ferencváros Budapest           |
| 93  | Kroatien    | Veron Načinović            | Kreisläufer     | 2,03 m | 116 kg  | 7. März 2000      | Rijeka, Kroatien        | 2025         | 2028        | Montpellier HB                 |

Anmk.: Jesse Dahmke und Rasmus Ankermann erhielten ein Zweitspielrecht für den Drittligisten TSV Altenholz, Torwart Nowottny wird hauptsächlich in der eigenen U-23-Mannschaft eingesetzt.

#### Zu- und Abgänge 2025/26
| Zugänge              | Zugänge                 | Zugänge              |
| Nation               | Name                    | abgebender Verein    |
| -------------------- | ----------------------- | -------------------- |
| Spanien              | Gonzalo Pérez de Vargas | FC Barcelona         |
| Kroatien             | Veron Načinović         | Montpellier Handball |
| Deutschland          | Rasmus Ankermann        | eigene Jugend        |
| Deutschland          | Jesse Dahmke            | eigene U23           |
| Schweiz              | Lukas Laube             | TVB 1898 Stuttgart   |
| Stand: 18. Juli 2025 |                         |                      |

| Abgänge              | Abgänge         | Abgänge                  |
| Nation               | Name            | aufnehmender Verein      |
| -------------------- | --------------- | ------------------------ |
| Tschechien           | Tomáš Mrkva     | SC DHfK Leipzig Handball |
| Deutschland          | Henri Pabst     | TuS N-Lübbecke           |
| Deutschland          | Patrick Wiencek | Karriereende             |
| Deutschland          | Linus Kutz      | VfL Eintracht Hagen      |
| Stand: 27. März 2025 |                 |                          |

#### Zu- und Abgänge 2026/27
| Zugänge                | Zugänge       | Zugänge           |
| Nation                 | Name          | abgebender Verein |
| ---------------------- | ------------- | ----------------- |
| Deutschland            | Julian Köster | VfL Gummersbach   |
| Slowenien              | Domen Makuc   | FC Barcelona      |
| Stand: 20. August 2025 |               |                   |

| Abgänge               | Abgänge | Abgänge             |
| Nation                | Name    | aufnehmender Verein |
| --------------------- | ------- | ------------------- |
|                       | n.n.    |                     |
| Stand: 28. April 2025 |         |                     |

#### Trainer- und Mitarbeiterstab
| Nation      | Name                 | Position                         | Geburtsdatum     | Vertrag seit | Vertrag bis |
| ----------- | -------------------- | -------------------------------- | ---------------- | ------------ | ----------- |
| Tschechien  | Filip Jícha          | Cheftrainer                      | 19. April 1982   | 2019         | 2026        |
| Deutschland | Christian Sprenger   | Assistenztrainer                 | 6. April 1983    | 2019         | 2026        |
| Schweden    | Mattias Andersson    | Torwarttrainer                   | 29. März 1978    | 2018         |             |
| Deutschland | Philip Lübke         | Mannschaftsarzt (Orthopäde)      |                  | 2017         |             |
| Deutschland | Torsten Morschheuser | Mannschaftsarzt (Kardiologe)     |                  | 2024         |             |
| Deutschland | Detlef Brandecker    | Mannschaftsarzt (Sportmediziner) | 22. Oktober 1952 | 1989         |             |
| Deutschland | Michael Menzel       | Betreuer                         | 9. Februar 1968  | 2010         |             |

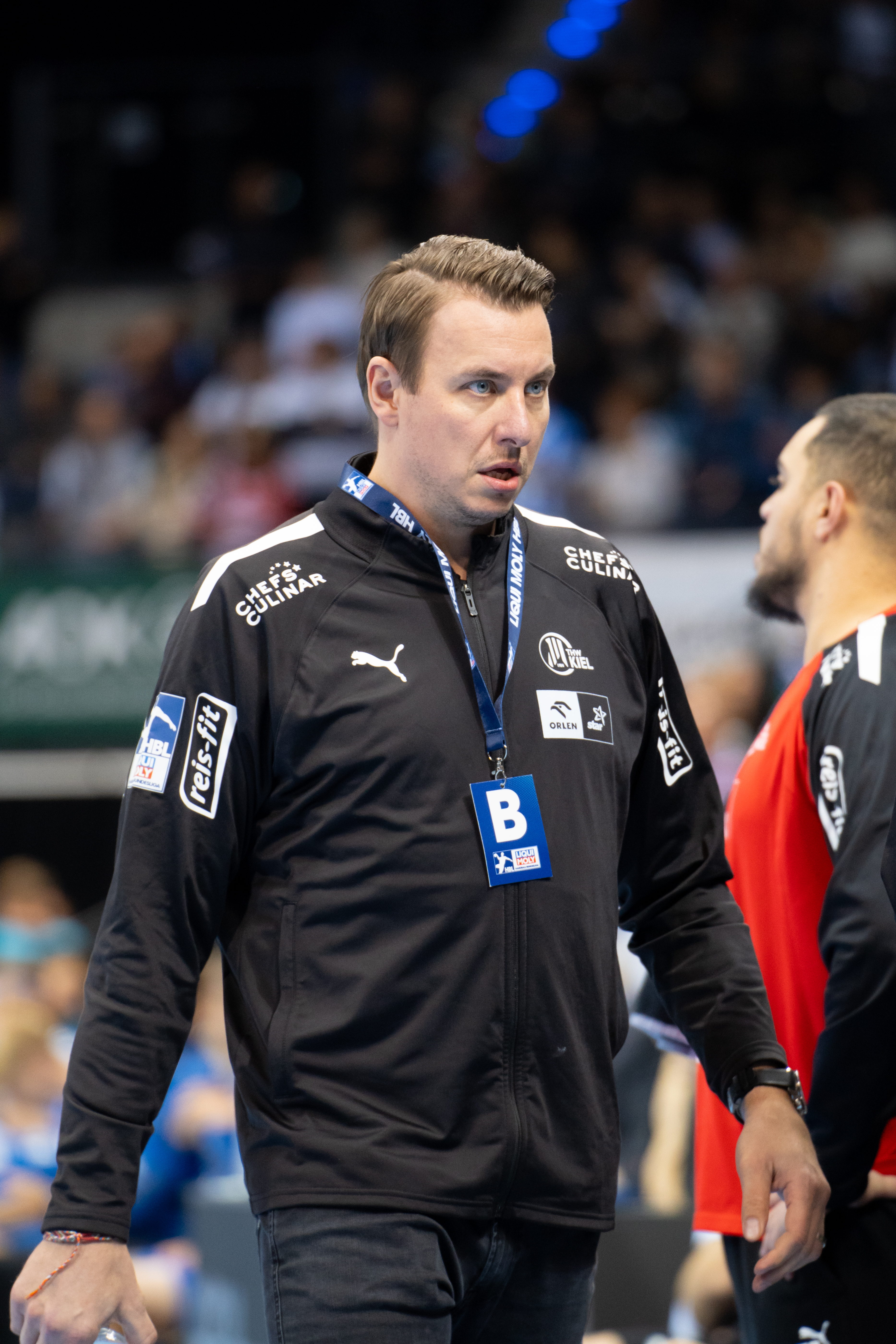
Filip Jícha
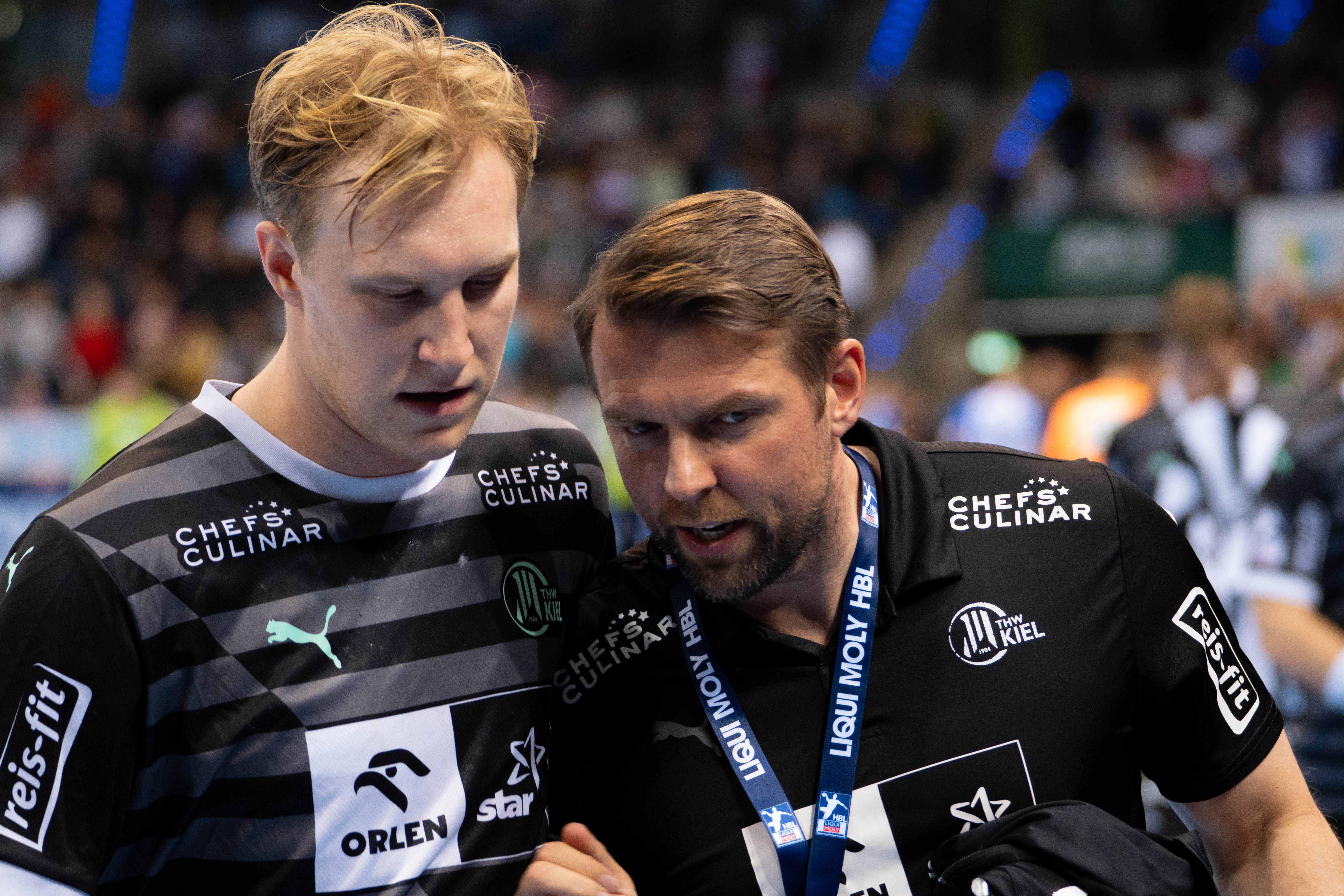
Christian Sprenger (rechts)
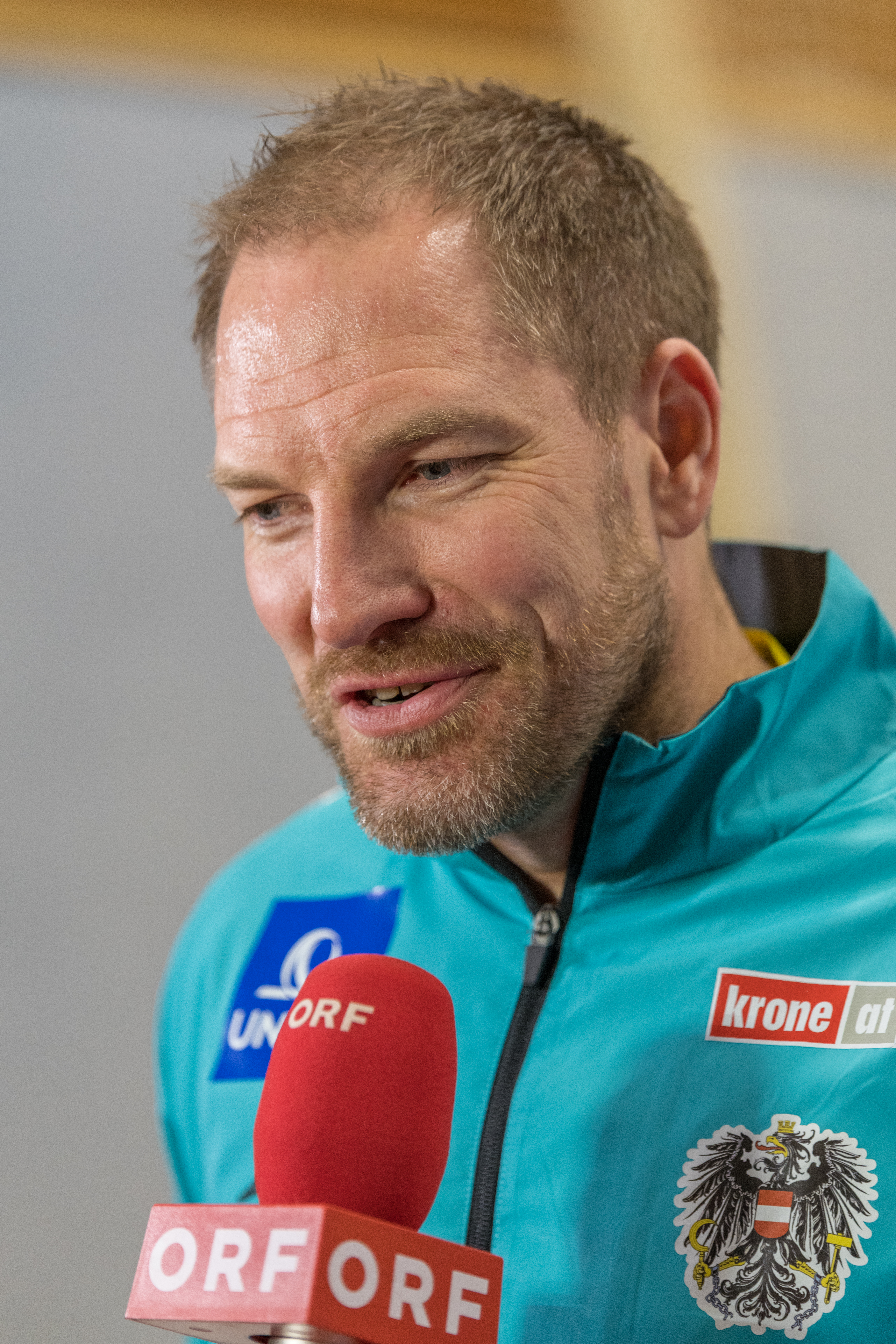
Mattias Andersson
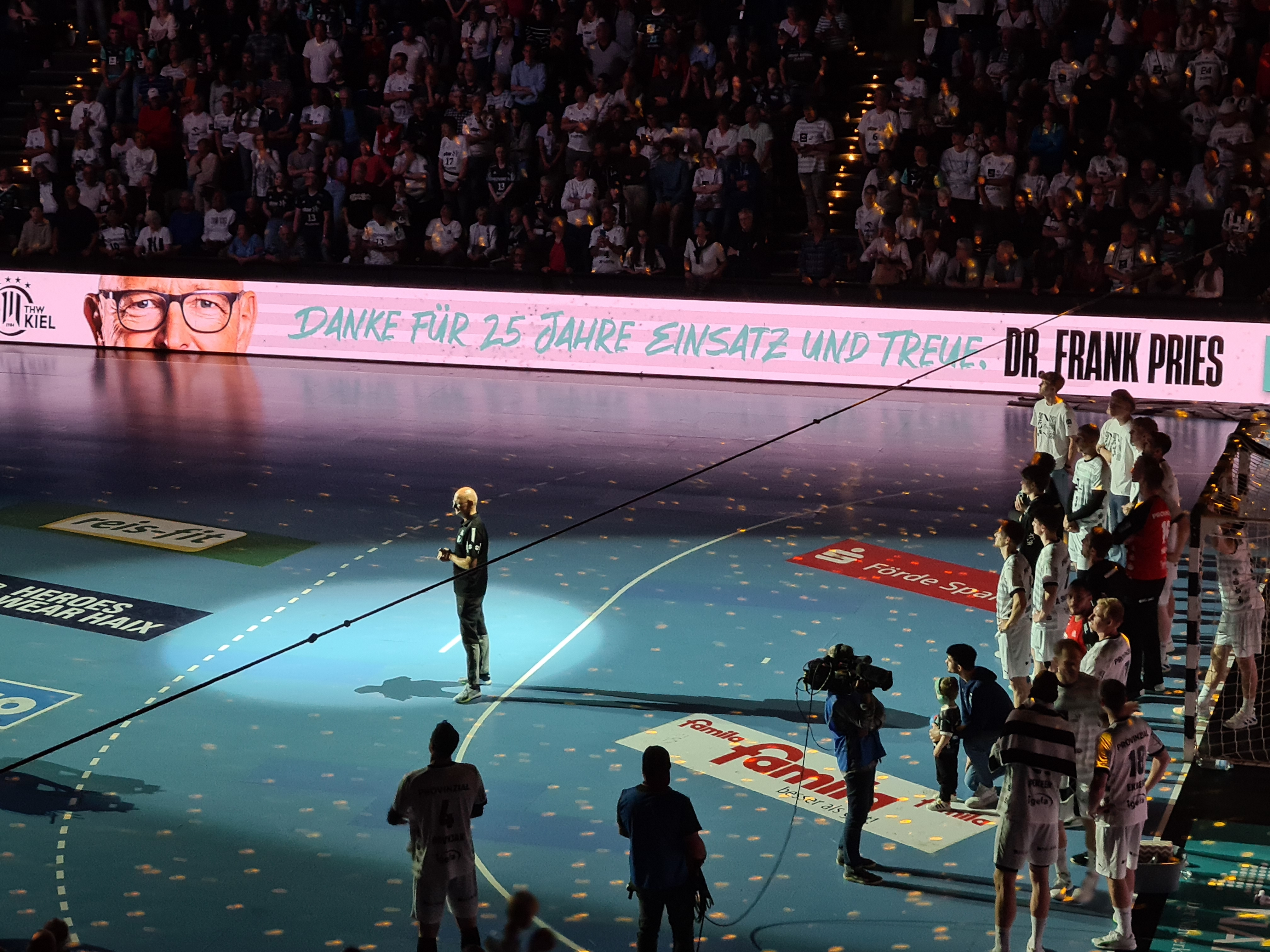
Verabschiedung von Teamarzt Frank Pries Mai 2024

### Bisherige Trainer
(seit 1930)
- Filip Jícha (seit 2019)
- Alfreð Gíslason (2008–2019)
- Zvonimir Serdarušić (1993–2008)
- Uwe Schwenker (1993)
- Holger Oertel (1989–1992)
- Josip Milković (1989)
- Marek Panas (1987–1989)
- Jóhann Ingi Gunnarsson (1983–1986)
- Herward Wieck (1981–1982)
- Marinko Andrić (1980–1981)
- Gerd Welz (1979–1980)
- Werner Kirst (1978–1979)
- Željko Seleš (1977–1978)
- Gerd Welz (1975–1977)
- Werner Kirst (1975)
- Adolf Gabriel (1973–1975)
- Kurt Bartels,  Rolf Krabbenhöft,  Bernd Struck (1972–1973)
- Hein Dahlinger (1958–1972)
- Fritz Westheider (1930–1958)

### Bisherige Geschäftsführer
- Heinz Jacobsen (1970–1993)
- Uwe Schwenker (1993–2009)
- Uli Derad (2009–2011)
- Klaus Elwardt (2011–2014)
- Thorsten Storm (2015–2019)
- Viktor Szilágyi (seit 2019 Geschäftsführer Sport, zuvor seit 2017 Sportlicher Leiter)
- Alisa Türck (seit 2024 Geschäftsführerin Marketing, Vertrieb, Markenentwicklung und Digitalisierung)

### Bekannte ehemalige Spieler
- Marcus Ahlm (2003–2013)
- Kim Andersson (2005–2012)
- Mattias Andersson (2001–2008, 2020–21)
- Heinrich Dahlinger (1936–1966)
- Steinar Ege (1999–2003, 2015)
- Niclas Ekberg (2012–2024)
- Klaus Elwardt (1975–1984)
- Henning Fritz (2001–2007)
- Momir Ilić (2009–2013)
- Nikolaj Jacobsen (1998–2004)
- Filip Jícha (2007–2015)
- Nikola Karabatić (2005–2009)
- Vid Kavtičnik (2005–2009)
- Dominik Klein (2006–2016)
- Thomas Knorr (1992–1998)
- Michael Krieter (1983–1998)
- Niklas Landin Jacobsen (2015–2023)
- Rasmus Lauge Schmidt (2013–2015)
- Stefan Lövgren (1999–2009)
- Demetrio Lozano (2001–2004)
- Børge Lund (2007–2010)
- Henrik Lundström (2004–2012, 2015)
- Michael Menzel (1994–2003)
- Daniel Narcisse (2009–2013)
- Holger Oertel (1972–1993)
- Staffan Olsson (1996–2003)
- Thierry Omeyer (2006–2013)
- Andreas Palicka (2008–2015)
- Aron Pálmarsson (2009–2015)
- Marek Panas (1982–1989)
- Nenad Peruničić (1997–2001)
- Klaus-Dieter Petersen (1993–2008)
- Johan Petersson (2001–2005)
- Sander Sagosen (2020–2023)
- Christian Scheffler (1991–2003)
- Martin Schmidt (1991–2003)
- Wolfgang Schwenke (1987–1995, 1996–2001)
- Uwe Schwenker (1980–1992, 1993–1994)
- Christian Sprenger (2009–2017)
- Goran Stojanović (1996–1999)
- Predrag Timko (1977–1980)
- Marko Vujin (2012–2019)
- Daniel Waszkiewicz (1987–1990)
- Steffen Weinhold (2014–2024)
- Patrick Wiencek (2012–2025)
- Magnus Wislander (1990–2002, „Welthandballer des Jahrhunderts“; seine Rückennummer „2“ wird nicht mehr vergeben[37])
- Miha Zarabec (2017–2023)
- Christian Zeitz (2003–2014, 2016–2018)

#### Mannschaftskapitäne
(seit der Saison 1977/78)
- Domagoj Duvnjak,  Mykola Bilyk,  Rune Dahmke (seit 2025)
- Domagoj Duvnjak,  Patrick Wiencek,  Mykola Bilyk (2023–2025)
- Domagoj Duvnjak,  Patrick Wiencek,  Niklas Landin Jacobsen (2018–2023)
- Domagoj Duvnjak (2016–2018)
- René Toft Hansen (2015–2016)
- Filip Jícha (2013–2015)
- Marcus Ahlm (2009–2013)
- Stefan Lövgren (2001–2009)
- Magnus Wislander (1992–2001)
- Uwe Schwenker (1987–1992)
- Dierk Berner (1984–1987)
- Holger Oertel (1978–1984)
- Olaf Berner (1977–1978)

### Erfolge und Statistiken

#### Meisterschaftserfolge
- 23× Deutscher Meister (deutscher Rekordmeister)
 1957, 1962, 1963, 1994, 1995, 1996, 1998, 1999, 2000, 2002, 2005, 2006, 2007, 2008, 2009, 2010, 2012, 2013, 2014, 2015, 2020, 2021, 2023
- 2× Deutscher Feldhandball-Meister
 1948, 1950

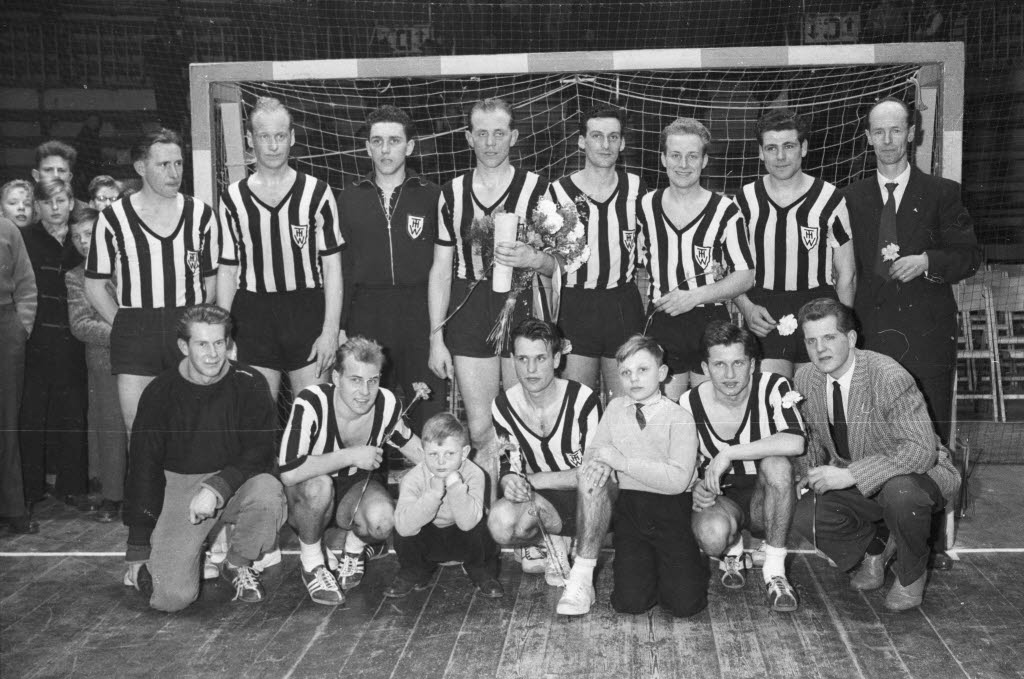
Die Meistermannschaft des THW Kiel, 10. März 1957
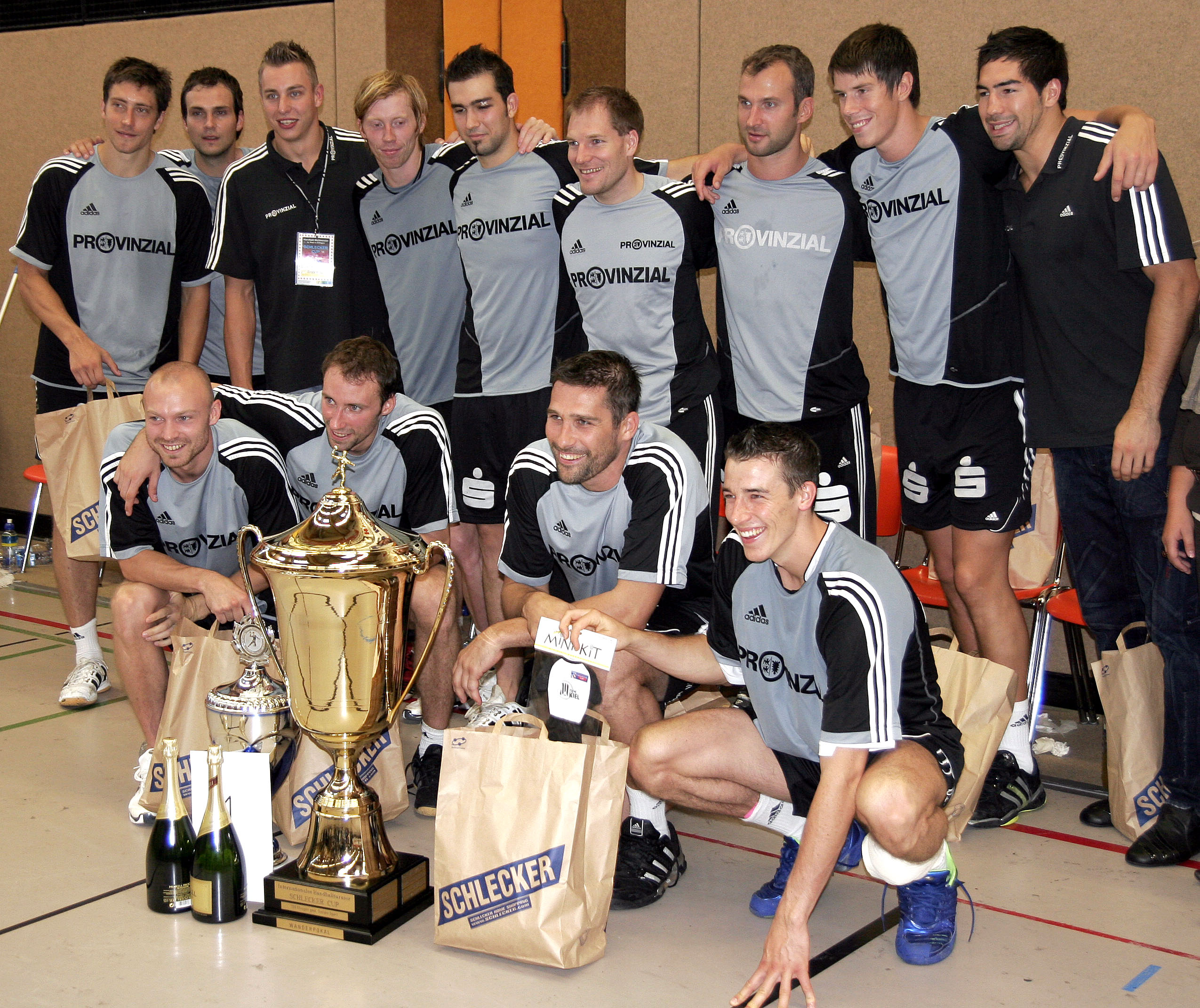
Die Mannschaft des THW Kiel am 12. August 2007 mit dem gewonnenen Schlecker Cup.
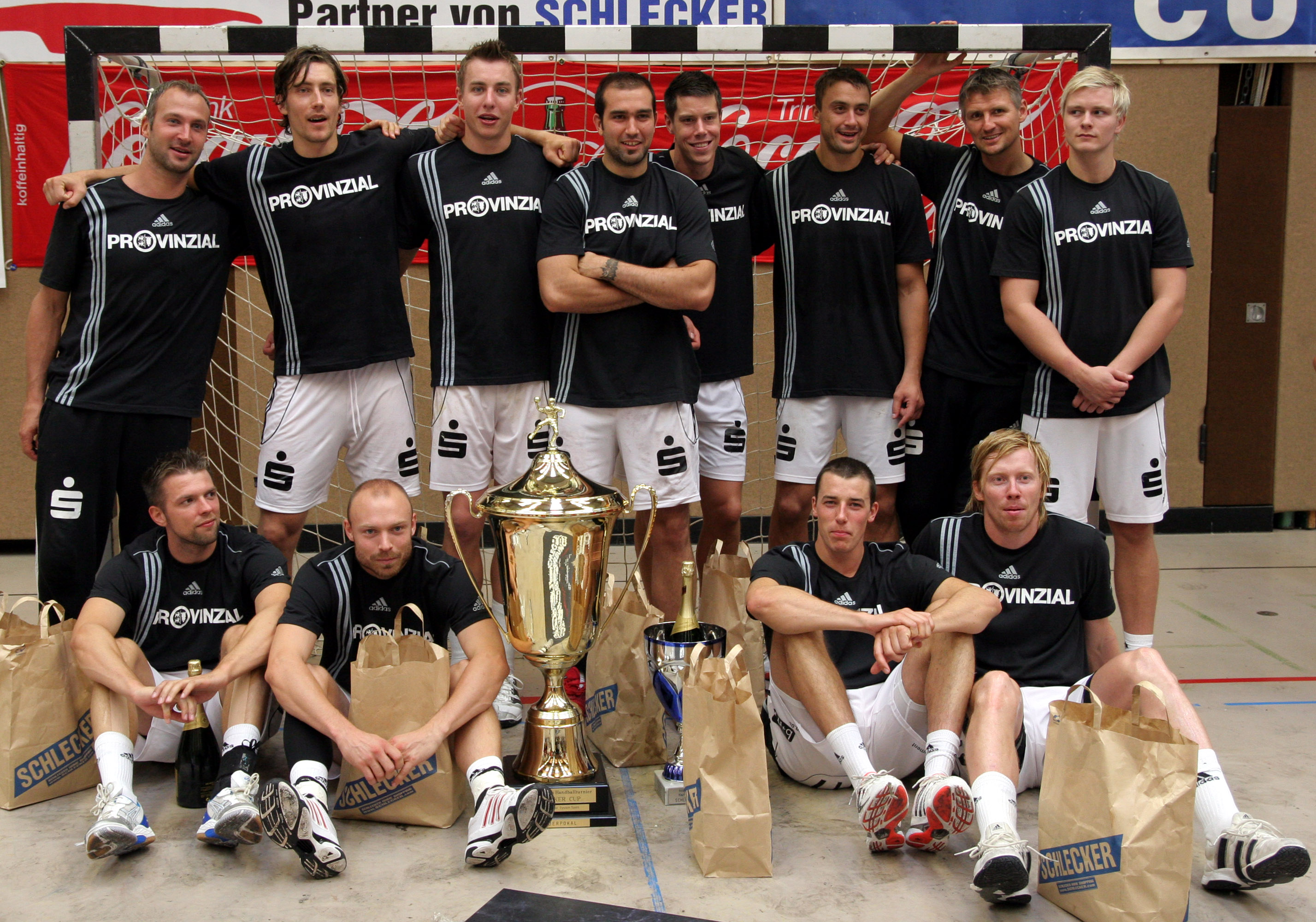
Die Mannschaft des THW Kiel am 23. August 2009 mit dem gewonnenen Schlecker Cup.
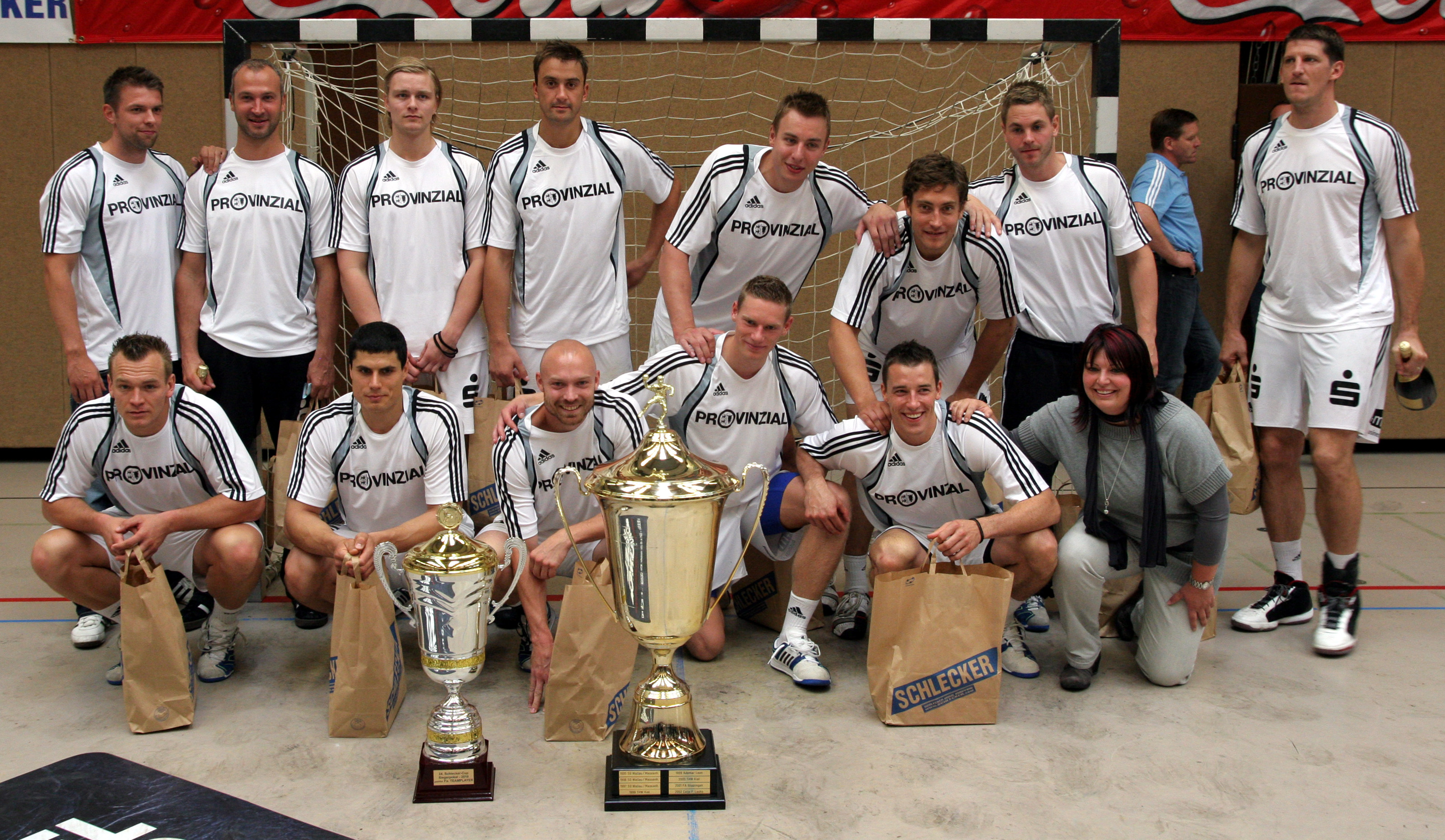
Die Mannschaft des THW Kiel am 15. August 2010. Es fehlen die verletzten Spieler Kim Andersson und Daniel Narcisse.
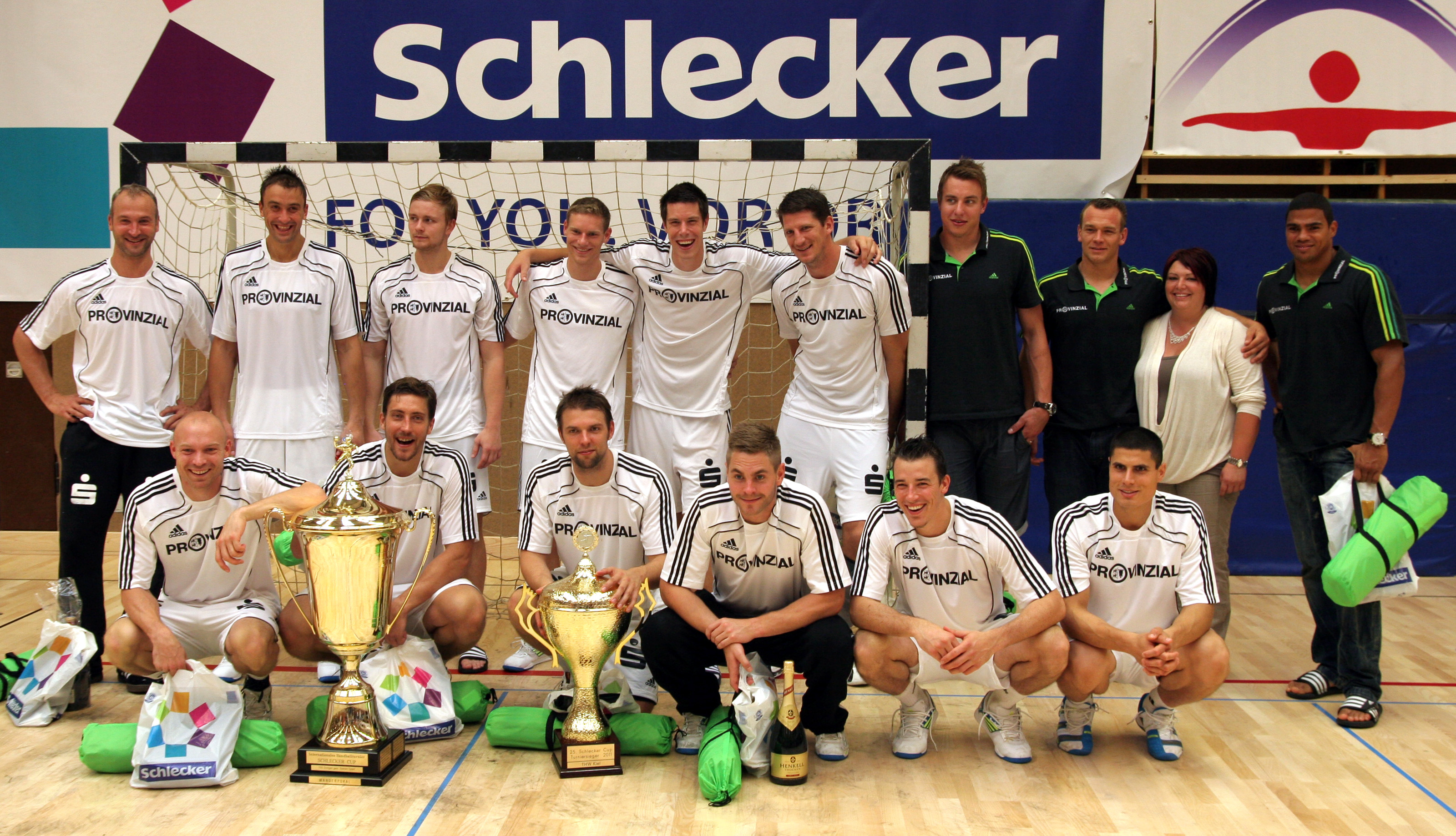
Die Mannschaft des THW Kiel am 21. August 2011.

#### Pokalerfolge
- 13× DHB-Pokalsieger (deutscher Rekord-Pokalsieger)
 1998, 1999, 2000, 2007, 2008, 2009, 2011, 2012, 2013, 2017, 2019, 2022, 2025
  - 3× DHB-Pokalfinalist
 1979, 1990 und 2005
- 13× DHB-Supercup-Sieger (Rekordsieger)
 1995, 1998, 2005, 2007, 2008, 2011, 2012, 2014, 2015, 2020, 2021, 2022 und 2023

#### Internationale Erfolge

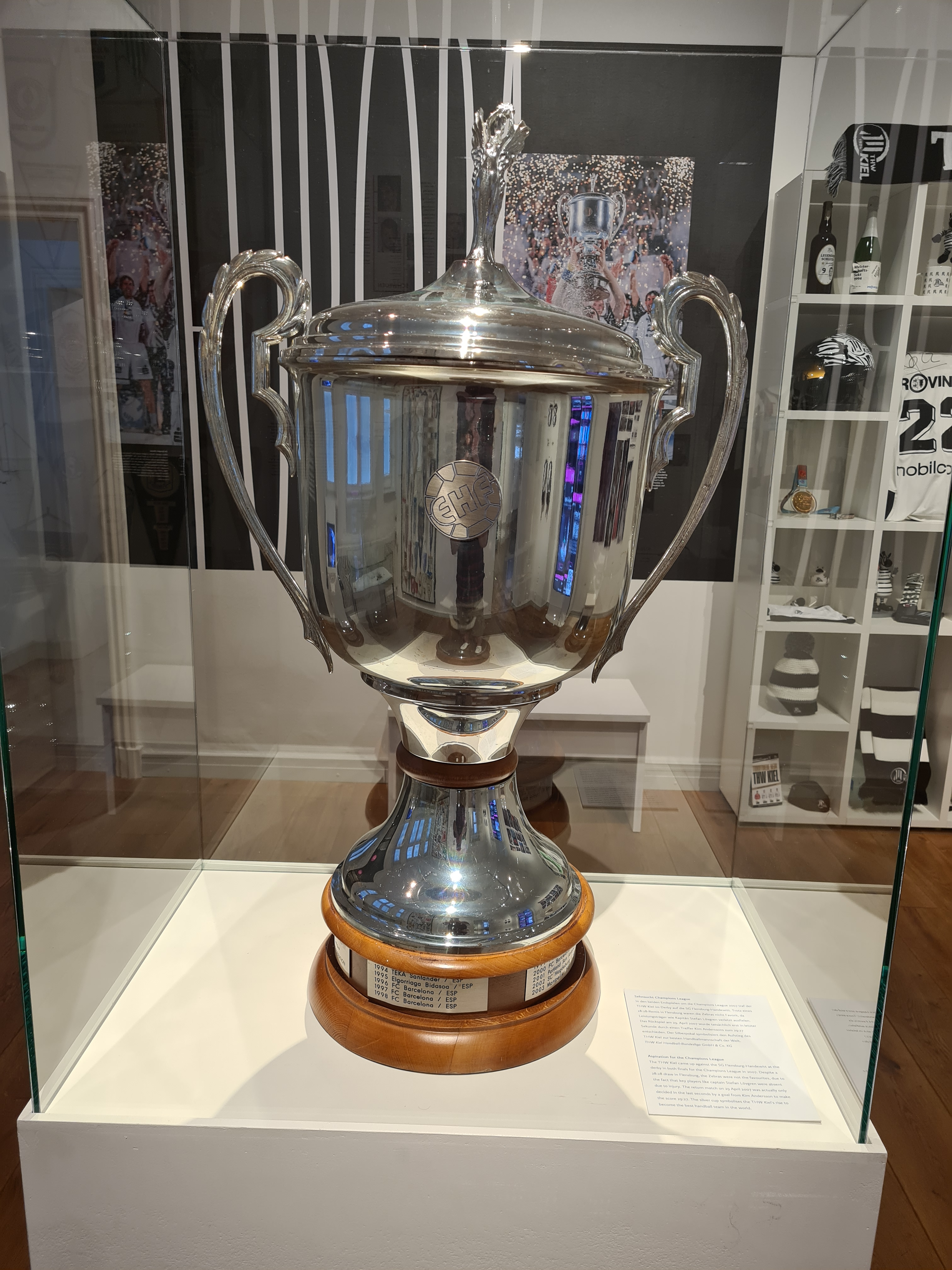
Die Replik des Champions-League-Pokals (bis 2009) in einer Ausstellung in Kiel im Juni 2023.

- 4× Champions-League-Sieger
 2007, 2010, 2012 und 2020
  - 4× Champions-League-Finalist
 2000, 2008, 2009, 2014
- 4× EHF-Pokalsieger (Rekordsieger gemeinsam mit Frisch Auf Göppingen und dem SC Magdeburg)
 1998, 2002, 2004, 2019
- 1× EHF Champions Trophy
 2007
- 1× Super-Globe-Sieger
 2011

#### Torschützenkönige
Seit der Saison 1977/78 wurden zwei THW-Spieler Torschützenkönig der Bundesliga. Der jugoslawische Rückraumspieler Predrag Timko warf in der Spielzeit 1979/80 178 Tore, davon 98 per Siebenmeter. Erst in der Saison 2013/14 gewann mit dem serbischen rechten Rückraumspieler Marko Vujin mit 248 Treffern, davon 66 Siebenmeter, erneut ein Kieler den Titel. Vujin war zudem nach dem deutschen Rückraumspieler Erhard Wunderlich (1981/82 und 1982/83) vom VfL Gummersbach der zweite Spieler, der im selben Jahr deutscher Meister wurde.

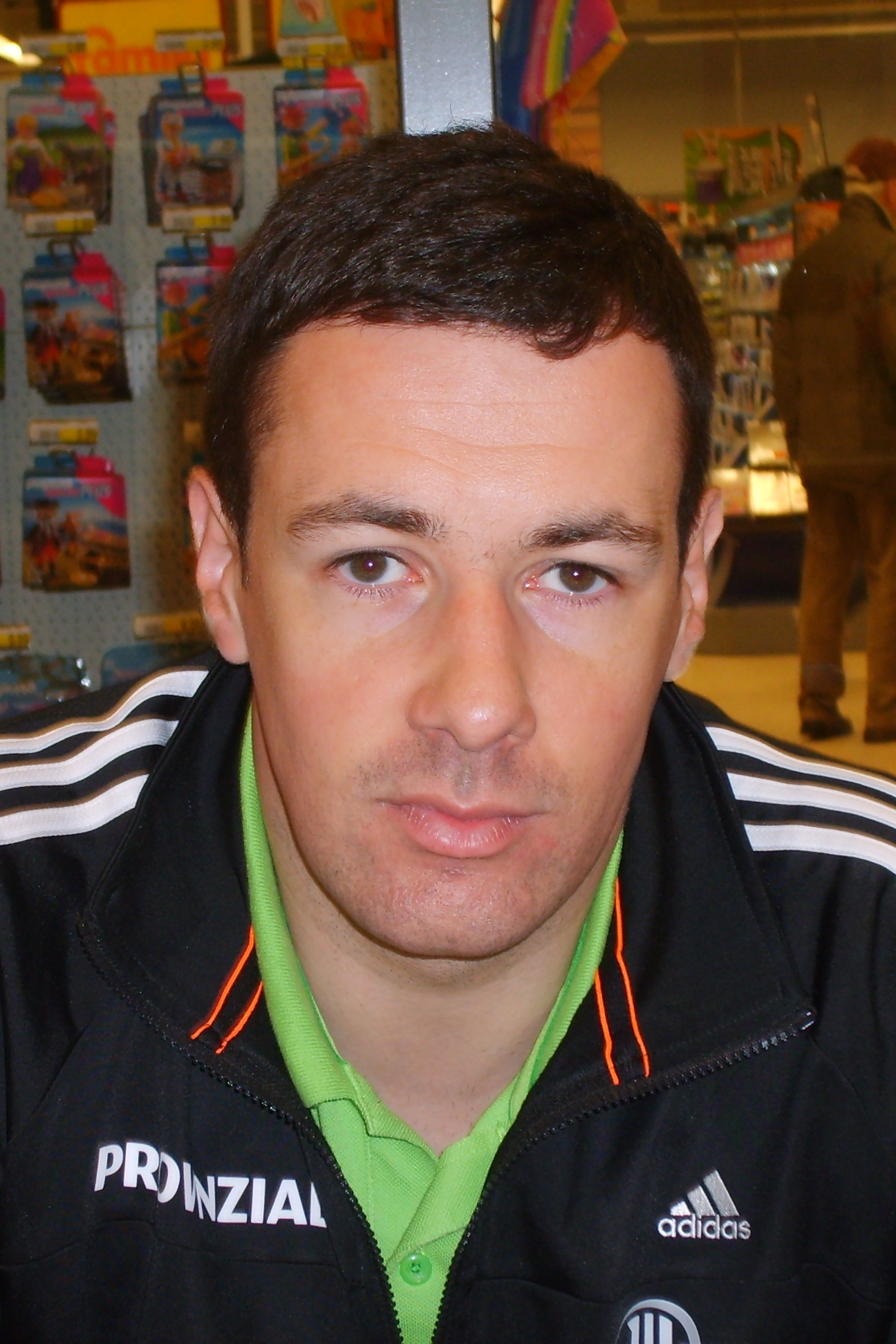
Marko Vujin (2014)

#### Auszeichnungen
Während ihrer Zeit bzw. für ihre Verdienste um den Handball wurden folgende Personen ausgezeichnet.
- Welthandballer:

Mit Magnus Wislander (1990), Henning Fritz (2004), Nikola Karabatić (2007), Thierry Omeyer (2008), Filip Jícha (2010), Daniel Narcisse (2012) und Niklas Landin (2019, 2021) wurden sieben Spieler während ihrer Zeit beim THW zum Welthandballer gewählt. Von keinem anderen Verein kamen seit der ersten Vergabe 1988 bisher mehr Welthandballer.
Magnus Wislander wurde im Jahr 2000 bei einer von der Internationalen Handballföderation durchgeführten Wahl zum Welthandballer des Jahrhunderts gekürt. Bei der ersten Wahl eines U-23-Welthandballers des Jahres wurde Elias Ellefsen á Skipagøtu für das Jahr 2023 ausgezeichnet.
- EHF Hall of Fame:

Bei der Eröffnungsgala der europäischen Ruhmeshalle im Juni 2023 nahm die Europäische Handballföderation (EHF) elf ehemalige Spieler des THW Kiel auf: Magnus Wislander, Thierry Omeyer, Filip Jícha, Momir Ilić, Stefan Lövgren, Daniel Narcisse, Nikolaj Jacobsen, Gudjon Valur Sigurðsson, Andrei Xepkin, Vid Kavtičnik und Bjarte Myrhol. Im Dezember 2024 kamen Nikola Karabatic und Staffan Olsson hinzu.
- Handballer des Jahres:
  - Deutschland: Mit Henning Fritz (2004), Nikola Karabatić (2007, 2008), Filip Jícha (2009, 2010), Andreas Wolff (2016), Patrick Wiencek (2018), Hendrik Pekeler (2020) und Niklas Landin Jacobsen (2021) wurden bisher neunmal Spieler des THW zu Deutschlands „Handballer des Jahres“ gewählt. Nur der VfL Gummersbach stellte mit elf Auszeichnungen mehr Spieler.
  - Österreich: In Österreich wurde Mykola Bilyk 2017, 2019 und 2020 zum besten „österreichischen Legionär im Ausland“ gewählt.[42] Für die Saison 2023/24 wurde er erstmals zum Handballer des Jahres gekürt.[43]
  - Schweden: In Schweden erhielten Stefan Lövgren (2001, 2004), Marcus Ahlm (2005), Kim Andersson (2007, 2008, 2012) und Niclas Ekberg (2015) die Auszeichnung als bester schwedischer Handballer (Årets spelare).[44]
  - Dänemark: Nikolaj Jacobsen (1999) und Niklas Landin Jacobsen (2020) wurden zu Dänemarks „Handballer des Jahres“ gewählt. Landin Jacobsen bekam 2020 und 2021 zudem die Ehrung zu Dänemarks „Nationalspieler des Jahres“.
  - Kroatien: Domagoj Duvnjak erhielt 2014, 2015, 2020 und 2023 die Auszeichnung zu Kroatiens Handballer des Jahres.[45][46]
  - Island: Aron Pálmarsson wurde 2011 zu Islands „Handballer des Jahres“ sowie 2012 zu Islands Sportler des Jahres gewählt.
  - Tschechien: Filip Jícha wurde von 2007 bis 2014 achtmal in Folge zu Tschechiens Handballer des Jahres gewählt. Tomáš Mrkva erhielt diese Ehrung für die Saisons 2021/22, 2022/23 und 2023/24.[47]
  - Ungarn: Bence Imre wurde 2024 zu Ungarns Handballer des Jahres gewählt.[48]
- Spieler der Bundesliga-Saison:

Bei der seit 2001 durchgeführten Wahl zum Spieler der Saison der Handball-Bundesliga gewannen Henning Fritz (2005), Nikola Karabatić (2007, 2008), Thierry Omeyer (2009), Filip Jícha (2010), Kim Andersson (2012) und Domagoj Duvnjak (2020).
- Torhüter der Bundesliga-Saison:

Bei der von 2017 bis 2019 durchgeführten Wahl gewann Niklas Landin Jacobsen 2017 und 2019.
- Rookie der Bundesliga-Saison:

Aron Pálmarsson erhielt 2010 die Ehrung zum besten neuen Spieler der Bundesliga.
- Trainer der Bundesliga-Saison:

Bei der seit 2002 durchgeführten Wahl wurden Zvonimir Serdarušić (2006–2008), Alfreð Gíslason (2009, 2012, 2015, 2019) und Filip Jícha (2020) gekürt.
- Trainer des Jahres:

Zwischen 1984 und 2013 wurden die Handballtrainer des Jahres gewählt. Zvonimir Serdarušić (1996, 1999, 2005) und Alfreð Gíslason (2009, 2011–2013) wurden als THW-Trainer ausgezeichnet.
- Lebenswerk:

Für ihre Verdienste um den Handball wurden Magnus Wislander (2002), Heinz Jacobsen (2004), Klaus-Dieter Petersen (2005) und Peter Gentzel (2010) ausgezeichnet.
- Bei der Wahl zur Mannschaft des Jahres in Deutschland belegte der THW 2007 den dritten Platz (hinter der Handball- und Frauen-Fußballnationalmannschaft, die beide 2007 Weltmeister geworden waren).
- Kiels Sportler des Jahres (Männer):

Seit 1992 gewann in jedem Jahr außer 2000 und 2001 (Heiko Kröger, Segeln) ein Spieler des THW.
- Landessportler des Jahres (Schleswig-Holstein):

Bei der seit 2001 durchgeführten Wahl zu Schleswig-Holsteins Landessportlern des Jahres gewannen Henning Fritz (2004), Nikola Karabatić (2007) und Andreas Wolff (2024) bei den Männern sowie 16 Mal der THW als beste Mannschaft.

#### Rekordspieler

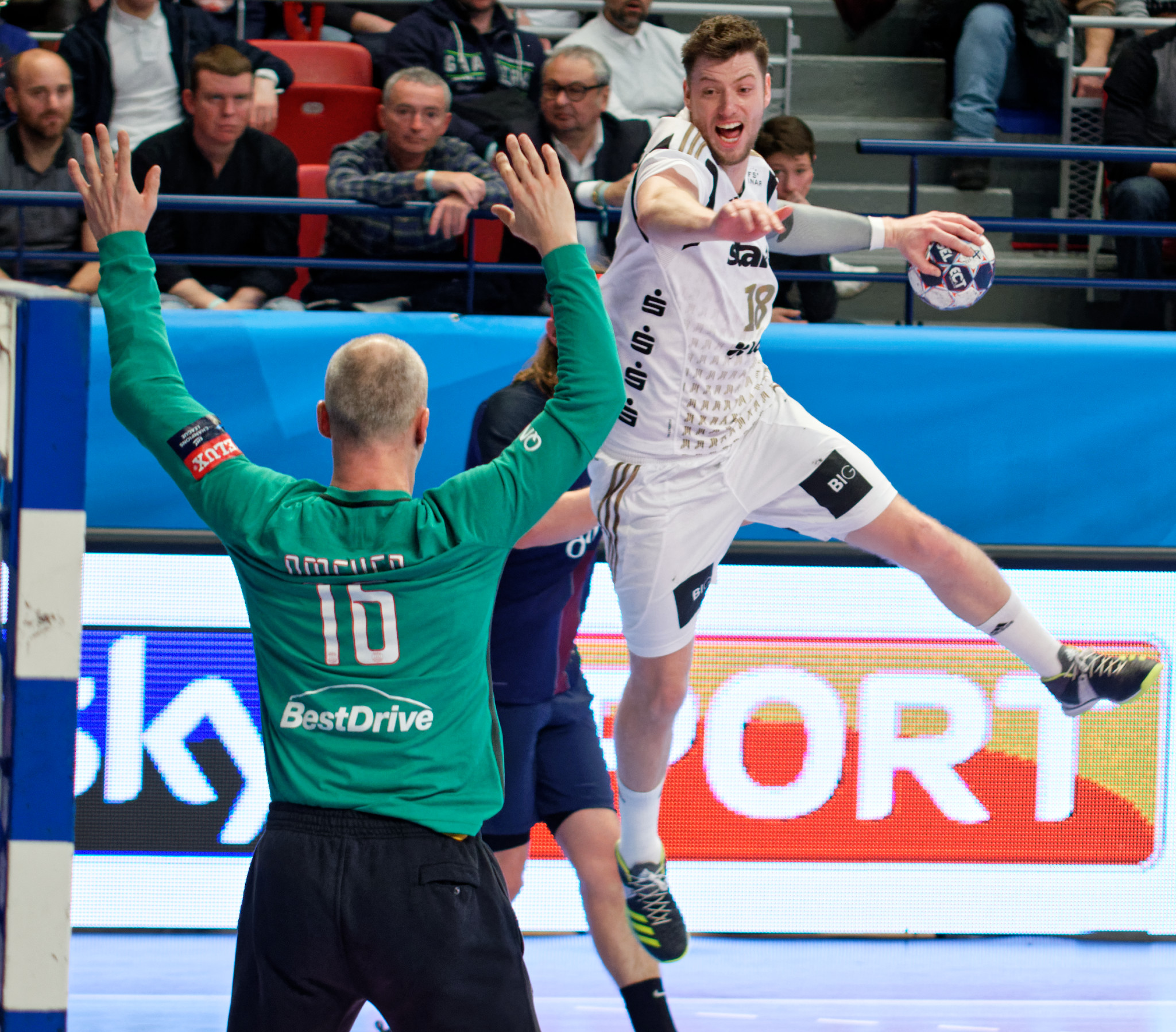
Niclas Ekberg beim Torwurf gegen seinen ehemaligen Mitspieler Thierry Omeyer.

Beim THW aktive Spieler grün hinterlegt. Stand: Saisonende 2024/25.
| Rang | Spieler               | Spiele | Tore |
| ---- | --------------------- | ------ | ---- |
| 01   | Michael Krieter       | 408    | 04   |
| 02   | Patrick Wiencek       | 405    | 1000 |
| 03   | Christian Zeitz       | 393    | 1147 |
| 04   | Niclas Ekberg         | 387    | 1778 |
| 05   | Klaus-Dieter Petersen | 358    | 0522 |
| 06   | Magnus Wislander      | 357    | 1332 |
| 07   | Wolfgang Schwenke     | 343    | 0890 |
| 08   | Rune Dahmke           | 335    | 0608 |
| 09   | Domagoj Duvnjak       | 331    | 1034 |
| 010  | Horst Wiemann         | 330    | 0783 |

| Rang | Spieler          | Spiele | Tore |
| ---- | ---------------- | ------ | ---- |
| 01   | Niclas Ekberg    | 387    | 1778 |
| 02   | Magnus Wislander | 357    | 1332 |
| 03   | Filip Jícha      | 245    | 1319 |
| 04   | Uwe Schwenker    | 297    | 1224 |
| 05   | Marcus Ahlm      | 317    | 1204 |
| 06   | Stefan Lövgren   | 313    | 1176 |
| 07   | Christian Zeitz  | 393    | 1147 |
| 08   | Domagoj Duvnjak  | 331    | 1034 |
| 09   | Patrick Wiencek  | 405    | 1000 |
| 10   | Marko Vujin      | 220    | 0962 |

#### Individuelle Rekorde
- Meiste Tore in einem Bundesligaspiel:
18/8 – Stefan Lövgren bei den Rhein-Neckar Löwen (40:42) am 13. September 2008
- Meiste Siebenmetertore in einem Bundesligaspiel:
10 (bei 11 Versuchen) – Stefan Lövgren beim Wilhelmshavener HV (32:42) am 23. Februar 2005
- Meiste Tore in einem DHB-Pokalspiel:1
13/3 – Thomas Knorr bei der TSG Bielefeld im Achtelfinale (22:23) am 20. Dezember 1995
13/6 – Nikolaj Jacobsen gegen SG Flensburg-Handewitt im Finale (26:25) am 2. April 2000
13/0 – Nikola Karabatić gegen SG Flensburg-Handewitt im Halbfinale (34:33) am 14. April 2007
- Meiste Tore in einem Europapokalspiel:1
13/0 – Marcus Ahlm bei Hammarby IF (36:40) am 8. November 2007
13/5 – Filip Jícha bei AG København (31:33) im Achtelfinale am 28. März 2010
13/2 – Filip Jícha gegen BM Atlético Madrid (31:27) am 2. Dezember 2012
- Jüngster Spieler:
Ben Szilágyi, 17 Jahre, 171 Tage[51]
- Jüngster Torschütze:
Ben Szilágyi, 17 Jahre, 171 Tage[51]
- Ältester Spieler:
Steinar Ege, 43 Jahre, 51 Tage
- Ältester Torschütze:
Andrei Xepkin, 42 Jahre, 25 Tage

1Anmk.: Daten unvollständig.

#### Historische Resultate

##### Bundesliga
(seit 1966/67)
- Höchster Heimsieg: +23

48:25 vs. VfL Pfullingen am 5. Oktober 2005
36:13 vs. HC Wuppertal am 13. September 1998
- Höchster Auswärtssieg: +22

25:47 bei GWD Minden am 10. März 2004
24:46 beim TBV Lemgo am 4. Mai 2014
- Höchste Heimniederlage: -9

17:26 vs. TV Großwallstadt am 6. Mai 1979
- Höchste Auswärtsniederlage: -15

32:17 beim VfL Gummersbach am 2. März 1968
29:14 beim TUSEM Essen am 19. Mai 1986
39:24 beim SC Magdeburg am 20. Dezember 2006
- Meiste Tore zu Hause geworfen: 54 (Bundesligarekord)

54:34 vs. SC Magdeburg am 20. Dezember 2005
- Meiste Tore zu Hause kassiert: 39

37:39 vs. VfL Gummersbach am 6. September 2009
- Meiste Tore auswärts geworfen: 47 (Bundesligarekord mit SG Flensburg-Handewitt)

25:47 bei GWD Minden am 10. März 2004
- Meiste Tore auswärts kassiert: 41

41:36 bei der SG Flensburg-Handewitt am 26. Mai 2007
- Wenigste Tore zu Hause geworfen: 5

5:11 vs. TuS 05 Wellinghofen am 28. Oktober 1972
- Wenigste Tore zu Hause kassiert: 4 (Bundesligarekord mit VfL Gummersbach)

6:4 vs. TuS 05 Wellinghofen am 11. Februar 1968
- Wenigste Tore auswärts geworfen: 7

11:7 beim Hamburger SV am 2. Dezember 1967
- Wenigste Tore auswärts kassiert: 10

10:16 beim TuS 05 Wellinghofen am 12. November 1967
10:19 bei Reinickendorfer Füchse am 10. Oktober 1976
10:11 bei GW Dankersen am 29. November 1980
- Höchstes Unentschieden zu Hause:

34:34 vs. SC Magdeburg am 9. April 2023
- Höchstes Unentschieden auswärts:

36:36 beim HSV Hamburg am 16. April 2008
- Niedrigstes Unentschieden zu Hause:

8:8 vs. TV Oppum am 8. November 1969
8:8 vs. TV Großwallstadt am 21. Februar 1981
- Niedrigstes Unentschieden auswärts:

15:15 beim VfL Fredenbeck am 25. September 1993

##### DHB-Pokal
- Höchster Heimsieg:[52]

35:12 vs. TuS Kaiserslautern-Dansenberg am 10. November 1993
- Höchster Auswärtssieg:[53]

22:49 bei HSV Insel Usedom am 27. September 2006
- Höchste Heimniederlage:[54]

15:25 vs. TUSEM Essen am 21. November 1990
- Höchste Auswärtsniederlage:[55]

32:23 bei TUSEM Essen am 29. April 1992
- Meiste Tore zu Hause geworfen:[56]

44:27 vs. SC Magdeburg am 18. September 2007
- Meiste Tore zu Hause kassiert:[57]

40:36 vs. TBV Lemgo am 29. November 2005
- Meiste Tore auswärts geworfen:[53]

22:49 bei HSV Insel Usedom am 27. September 2006
- Meiste Tore auswärts kassiert:[58][59]

35:36 vs. Rhein-Neckar Löwen am 9. Mai 2009 in Hamburg
35:28 beim VfL Gummersbach am 7. Februar 2010
- Wenigste Tore zu Hause geworfen:[60]

12:16 vs. TSV Milbertshofen am 9. Juni 1990
- Wenigste Tore zu Hause kassiert:[61]

24:11 vs. VfL Eintracht Hagen am 5. April 1985
- Wenigste Tore auswärts geworfen:[62][63][64]

19:14 vs. GWD Minden am 8. Juni 1979 in Hamburg
21:14 bei TUSEM Essen an 23. April 1983
21:14 beim SC Magdeburg am 31. März 1993
- Wenigste Tore auswärts kassiert:[65]

13:22 bei OSC 05 Rheinhausen am 4. März 1989
- Höchster Finalsieg:[66]

30:15 vs. TV Niederwürzbach am 5. April 1998 in Hamburg

##### Europapokal
- Höchster Heimsieg: +35

43:8 gegen East Kilbride HC (GBR) im Europapokal der Landesmeister am 30. September 1983
- Höchster Auswärtssieg: +38

6:44 beim East Kilbride HC (GBR) im Europapokal der Landesmeister am 2. Oktober 1983
- Höchste Heimniederlage: -9

18:27 gegen Aalborg Håndbold in der EHF Champions League am 16. November 2023
- Höchste Auswärtsniederlage: -18

42:24 bei Paris Saint-Germain (FRA) in der EHF Champions League am 12. März 2017
- Meiste Tore zu Hause geworfen:

47:31 gegen HCM Constanța in der EHF Champions League am 12. November 2006
- Meiste Tore zu Hause kassiert:

33:36 gegen den FC Barcelona (ESP) in der EHF Champions League am 1. Mai 2011
41:36 gegen Elverum Håndball (NOR) in der EHF Champions League am 22. September 2021
36:36 gegen Aalborg Håndbold (DNK) in der EHF Champions League am 2. November 2022
- Meiste Tore auswärts geworfen:

26:50 beim HC Baník Karvina in der EHF Champions League am 22. Oktober 2006
- Meiste Tore auswärts kassiert:

44:37 beim FC Barcelona (ESP) in der EHF Champions League am 13. April 2008
- Wenigste Tore zu Hause geworfen:

18:27 gegen Aalborg Håndbold in der EHF Champions League am 16. November 2023
- Wenigste Tore zu Hause kassiert:

43:8 gegen East Kilbride HC (GBR) im Europapokal der Landesmeister am 30. September 1983
- Wenigste Tore auswärts geworfen:

18:12 bei Dukla Prag (TCH) im Europapokal der Landesmeister am 26. November 1962
- Wenigste Tore auswärts kassiert:

6:44 beim East Kilbride HC (GBR) im Europapokal der Landesmeister am 2. Oktober 1983
- Höchstes Unentschieden zu Hause:

36:36 gegen Aalborg Håndbold (DNK) in der EHF Champions League am 2. November 2022
- Höchstes Unentschieden auswärts:

36:36 bei Industria Kielce (POL) in der EHF Champions League am 14. Februar 2024
- Niedrigstes Unentschieden zu Hause:

20:20 gegen die SG Flensburg-Handewitt in der EHF Champions League am 15. Oktober 2017
- Niedrigstes Unentschieden auswärts:

19:19 bei Dimitrov Sofia (BUL) im IHF-Pokal am 3. November 1985

#### Zuschauerrekorde
| Zuschauerschnitt 1994–2025 |        |           |
| Saison                     | Gesamt | Pro Spiel |
| 2024/25                    | 171207 | 10071     |
| 2023/24                    | 172714 | 10159     |
| 2022/23                    | 171706 | 10100     |
| 2021/22                    | 141066 | 08298     |
| 2020/21                    | 08946  | 0497      |
| 2019/20                    | 143990 | 10285     |
| 2018/19                    | 174460 | 10262     |
| 2017/18                    | 174460 | 10262     |
| 2016/17                    | 174460 | 10262     |
| 2015/16                    | 174460 | 10262     |
| 2014/15                    | 174460 | 10262     |
| 2013/14                    | 174460 | 10262     |
| 2012/13                    | 174460 | 10262     |
| 2011/12                    | 174460 | 10262     |
| 2010/11                    | 174250 | 10250     |
| 2009/10                    | 174250 | 10250     |
| 2008/09                    | 174250 | 10250     |
| 2007/08                    | 174250 | 10250     |
| 2006/07                    | 174250 | 10250     |
| 2005/06                    | 174250 | 10250     |
| 2004/05                    | 174250 | 10250     |
| 2003/04                    | 174250 | 10250     |
| 2002/03                    | 173750 | 10221     |
| 2001/02                    | 165410 | 09730     |
| 2000/01                    | 137750 | 07250     |
| 1999/2000                  | 123250 | 07250     |
| 1998/99                    | 108500 | 07233     |
| 1997/98                    | 108500 | 07233     |
| 1996/97                    | 105000 | 07000     |
| 1995/96                    | 105000 | 07000     |
| 1994/95                    | 105000 | 07000     |

Die Kieler Wunderino Arena fasst bei Handballspielen 10.285 Zuschauer und ist regelmäßig ausverkauft. Den Rekord für die meisten Zuschauer in einem Heimspiel stellte der THW am 5. Februar 2023 mit 12.523 Zuschauern auf, als er für das DHB-Pokalviertelfinale gegen den SC Magdeburg (34:35 n. V.) aufgrund einer Doppelbelegung der heimischen Spielstätte in die Barclays Arena in Hamburg ausweichen musste. Am 12. September 2004 spielte der THW beim 26:31-Auswärtssieg gegen den TBV Lemgo am 1. Spieltag der Saison 2004/05 vor 30.925 Fans in der Arena Auf Schalke und stellte damit einen neuen Weltrekord auf, der am 21. Mai 2011 im dänischen Pokalfinale von AG København und Bjerringbro-Silkeborg mit 36.651 Zuschauern und am 6. September 2014 von den Rhein-Neckar Löwen und dem HSV Hamburg in der Frankfurter Commerzbank-Arena mit 44.189 Zuschauern übertroffen wurde.
Seit der Saison 1977/78 weist der THW fast durchgängig in jeder Spielzeit den höchsten Zuschauerschnitt pro Heimspiel aus. Nur der VfL Gummersbach (10.490 zu 10.250), der in der Saison 2005/06 einige Spiele in der 19.250 Zuschauer fassenden Kölnarena austrug, sowie der HSV Hamburg in den Spielzeiten 2009/10 (10.392 zu 10.250), 2010/11 (10.690 zu 10.250) und 2011/12 (10.385 zu 10.262) übertrafen die Kieler. In der Saison 2020/21 wurden die meisten Spiele aufgrund der COVID-19-Pandemie vor leeren Rängen oder mit reduzierter Zuschauerzahl ausgetragen, so sahen den THW im Schnitt nur 497 Fans, was Platz 4 im Ranking bedeutete.

#### Besonderes

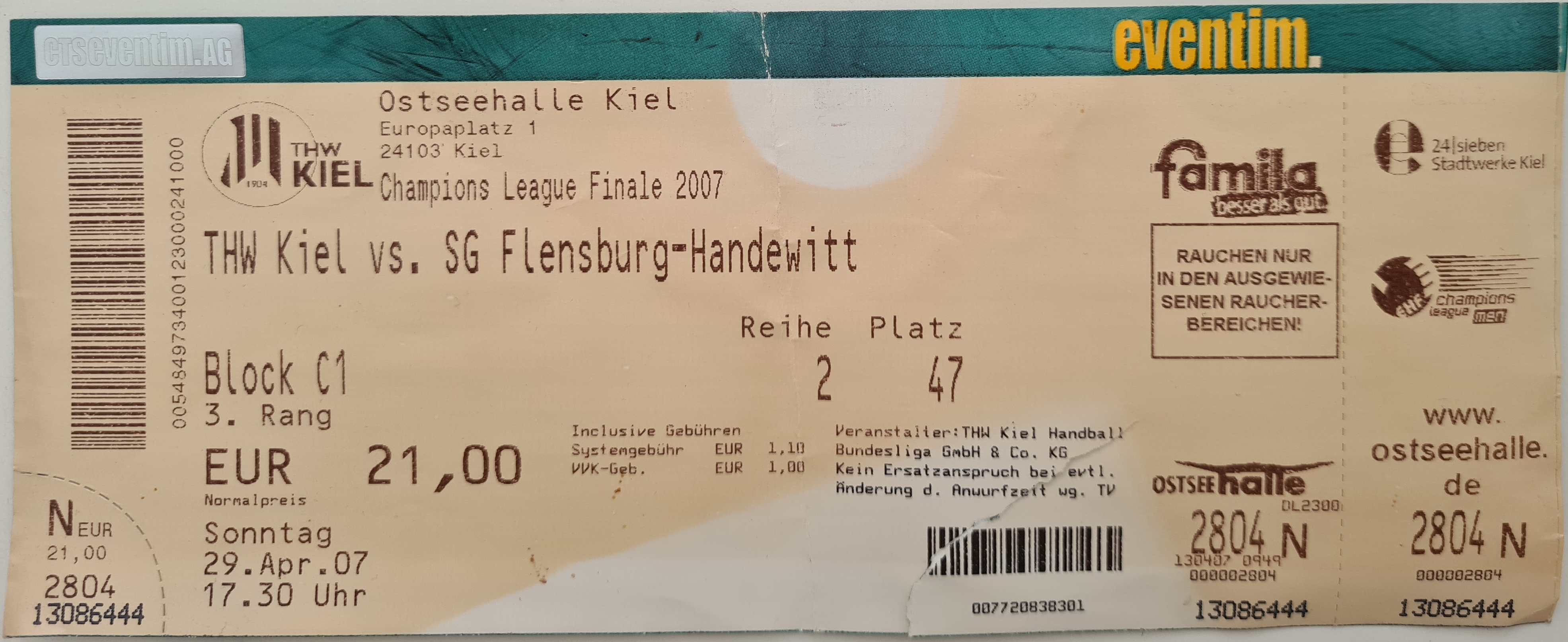
Eintrittskarte zum Finalrückspiel der EHF Champions League 2006/07 zwischen dem THW Kiel und der SG Flensburg-Handewitt in der Kieler Ostseehalle.

- Gegen deutsche Mannschaften weist der THW nur gegen den TuS Wellinghofen mit zwei Siegen und vier Niederlagen eine negative Bilanz aus. Jeweils einen Sieg und eine Niederlage gab es gegen den VfL Heppenheim, den TSV Rintheim und den TSB Flensburg, gegen die SG Dietzenbach gab es je fünf Siege und Niederlagen sowie ein Unentschieden.
- Gegen ausländische Mannschaften weist der THW gegen den FC Barcelona, KS Kielce, Prule 67 Ljubljana, HBC Nantes, Metaloplastika Šabac und Portland San Antonio eine negative Bilanz aus. Gegen zehn Teams gab es je einen Sieg und eine Niederlage, gegen Bidasoa Irún und ABC Braga jeweils zwei.
- Im EHF-Champions-League-Finale 2007 standen sich mit dem THW und der SG Flensburg-Handewitt erstmals zwei Vereine aus dem gleichen Bundesland gegenüber. Im Jahr 2014 traf man erneut aufeinander.
- Der THW Kiel ist der einzige Verein, der in allen Runden der eingleisigen Bundesliga seit 1977/78 teilnahm.
- Die Bundesligasaison 2011/12 beendete der THW mit 68:0 Punkten. Damit war der THW die erste und bisher einzige deutsche Männer-Handballmannschaft, der es gelang, in einer Saison jedes Bundesligaspiel zu gewinnen.
- Der THW Kiel hält u. a. folgende Bundesligarekorde:[76]
  - meiste Siege in Folge: 40, 22. Mai 2011 bis 12. September 2012
  - meiste Auswärtssiege in Folge: 21, 22. Mai 2011 bis 5. September 2012
  - meiste unbesiegte Spiele in Folge: 51, 22. Mai 2011 bis 28. November 2012
  - meiste unbesiegte Auswärtsspiele in Folge: 28, 22. Mai 2011 bis 16. Dezember 2012
  - meiste Siege ab Saisonstart: 34, komplette Saison 2011/12
  - meiste Siege bis Saisonende: 34, komplette Saison 2011/12
  - meiste Siege gegen den gleichen Gegner: 27, HSG Wetzlar, 16. April 2003 bis 8. Mai 2016
  - komplettes Kalenderjahr unbesiegt: 33 Spiele im Jahr 2008
  - torreichstes Spiel: 88 Tore, 54:34 gegen SC Magdeburg am 20. Dezember 2005
  - meiste Tore in einem Heimspiel: 54:34 gegen SC Magdeburg am 20. Dezember 2005
  - meiste Tore in einer Halbzeit: 30, 54:34 gegen SC Magdeburg am 20. Dezember 2005
  - meiste Tore in einem Auswärtsspiel: 47 (geteilt mit SG Flensburg-Handewitt), 25:47 bei GWD Minden am 10. März 2004
  - höchste Niederlage in einer Meistersaison: 39:24 beim SC Magdeburg am 20. Dezember 2006

### Farben und Wappen
Die Farben des THW Kiel sind seit der Gründung des Gesamtvereins im Jahr 1904 die preußischen Landesfarben Schwarz und Weiß. Anfangs liehen sich die Handballer noch die weißen Oberteile und schwarzen Hosen bei den Turnern. Zur besseren Unterscheidung der Mannschaften wählte man 1927 die Zebrastreifen, womit auch der Spitzname „die Zebras“ entstand. In den Spielzeiten 1983/84 und 1984/85 trug man rot, 1987/88 und 1988/89 orange sowie von 1990/91 bis 1995/96 blau. Zur Saison 1996/97 kehrte man erstmals seit 1979/80 wieder zur schwarz-weißen Streifenoptik zurück. In der EHF Champions League trägt man ein weißes Sondertrikot mit goldenen Elementen. In der Saison 2022/23 wurde im Rahmen einer Aktion für den Küsten- und Meeresschutz im Spiel gegen die MT Melsungen ein Sondertrikot in maritimen Farben präsentiert. In der Saison 2023/24 erhielten die Trikots des neuen Ausrüsters Puma türkisfarbene Akzente in „electric peppermint“ (Bild 5). Beim vorletzten Heimspiel der Saison 2024/25 liefen die Kieler in einem blau-weißen Sondertrikot auf, welches das Siegermotiv des Bochumer Grafikdesigners Cihan Tamti zur Kieler Woche 2025 trug.
Bis 1983 nutzten die Handballer das Wappen des Gesamtvereins bis 1983 (siehe Bild 1). Ab 1983 bis zur Ausgliederung aus dem Gesamtverein im Jahr 1992 wählte man ein Zebralogo (ohne Bild). Ab 1992 nutzte man ein stilisierten Zebrakopf mit Schriftzug THW Kiel (siehe Bild 2). Im Sommer 2003 wurde das Logo überarbeitet (siehe Bild 3). Nach dem ersten Champions-League-Sieg 2007 ergänzte ein großer grauer Stern das Logo ab Sommer 2007. Nach dem zweiten Sieg in der Königsklasse wählte man ab Sommer 2010 zwei goldene Sterne, nach dem dritten Sieg 2012 drei goldene Sterne. Zur Saison 2013/14 führte die Handball-Bundesliga die Möglichkeit ein, offiziell Meistersterne in das Vereinslogo zu integrieren, ab drei Meistertiteln ein Stern, ab fünf Meistertiteln zwei Sterne, ab zehn Meistertiteln drei Sterne und ab 20 Meistertiteln vier Sterne. Da der THW zu diesem Zeitpunkt bereits 18 Deutsche Meisterschaften gewonnen hatte, änderte sich dadurch an den drei Sternen auf dem Logo nichts (siehe Bild 4). Nach dem Gewinn der zwanzigsten Meisterschaft im Sommer 2015 verzichtete der Verein auf den vierten Stern. Erst nach dem vierten Triumph in der Champions League im nachträglich ausgetragenen Finale der Saison 2019/20 im Dezember 2020 wurde der vierte Stern ergänzt. Diese befinden sich nun oberhalb des Zebralogos.

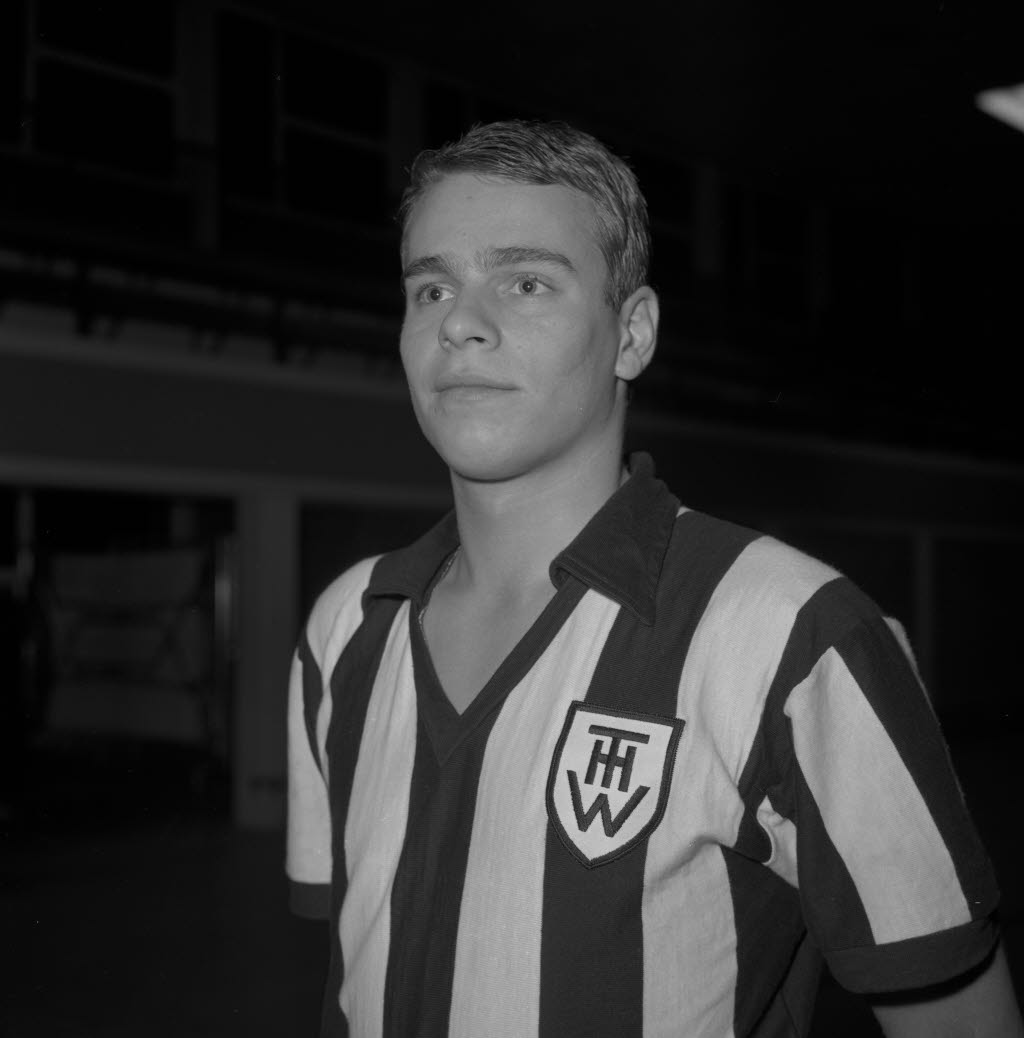
Bild 1: Harald Willrodt im Trikot der Saison 1964/65 mit dem Wappen des Gesamtvereins.
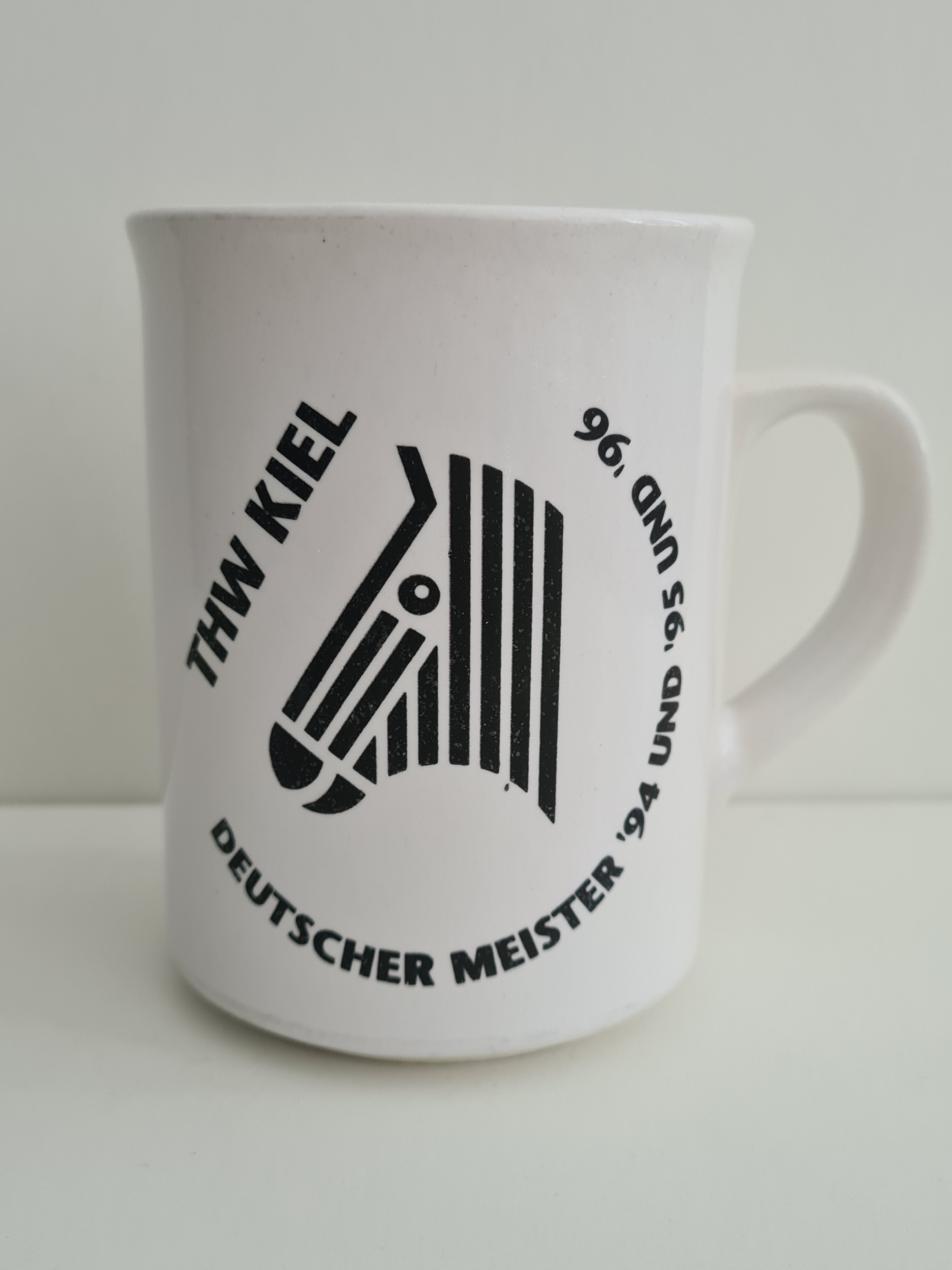
Bild 2: Kaffeetasse mit dem Logo ab 1992 und Aufschrift Deutscher Meister ’94 und ’95 und ’96.
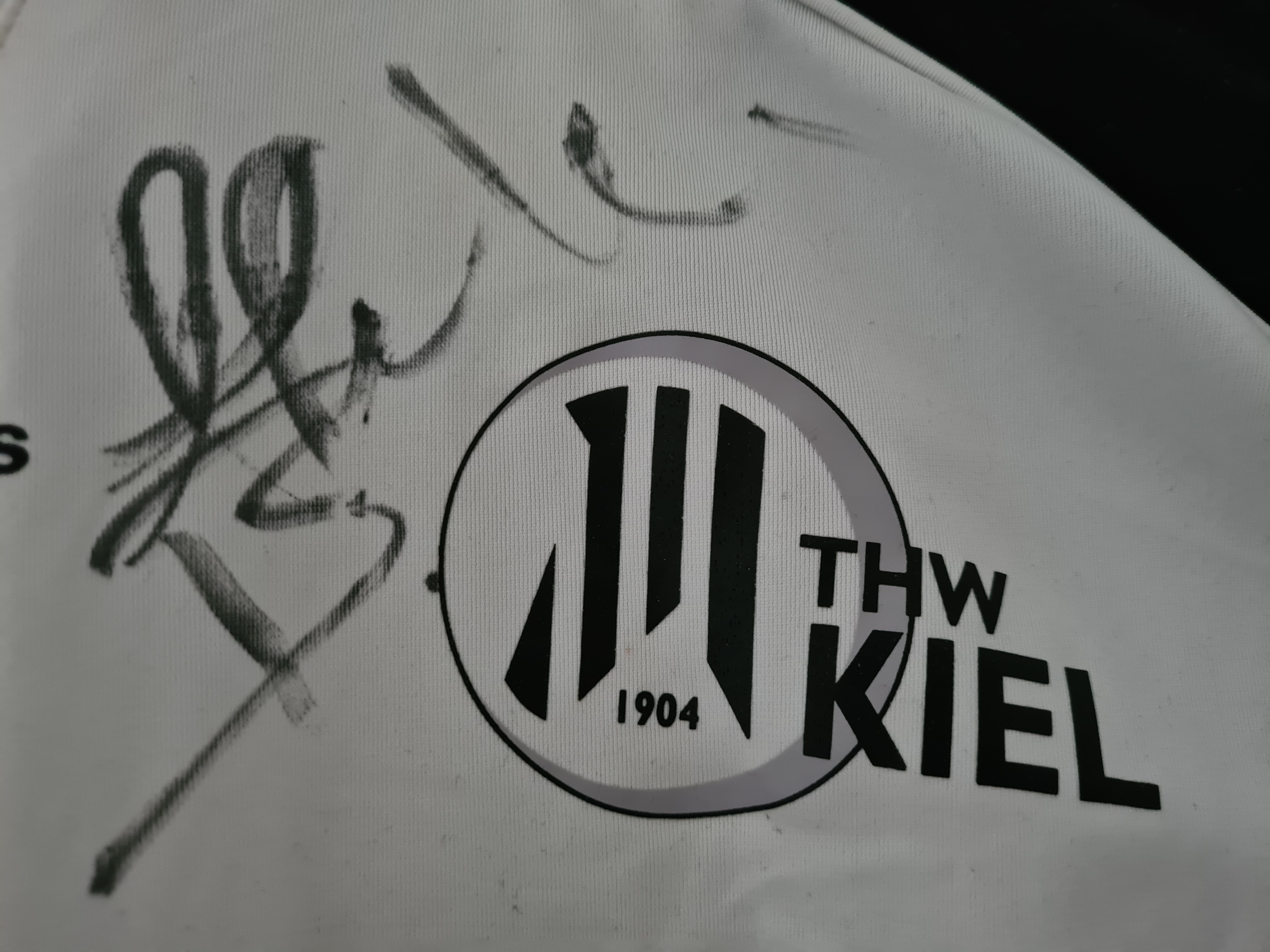
Bild 3: Das Logo ab 2003 mit Unterschrift eines Spielers auf dem Trikot der Saison 2006/07.
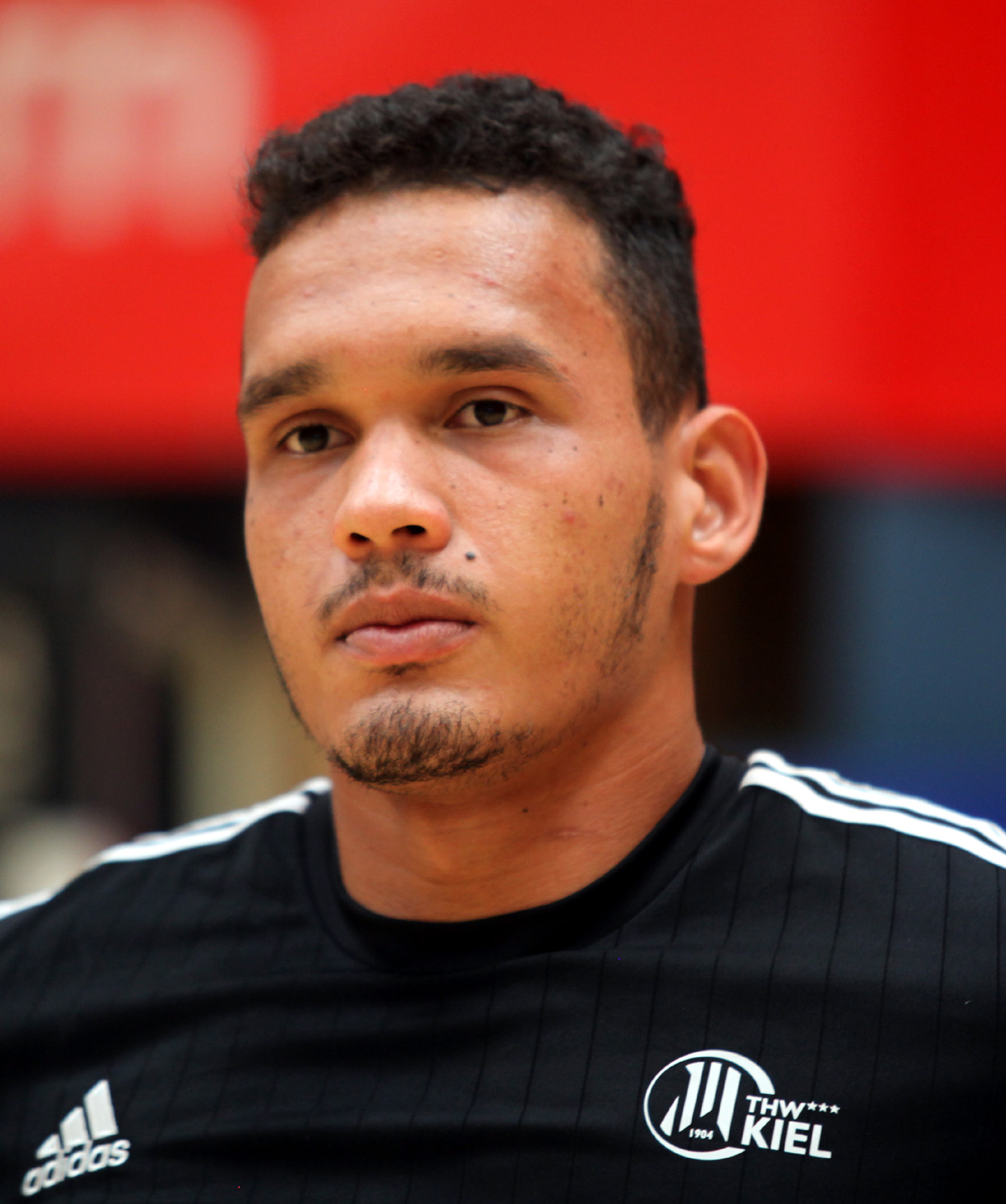
Bild 4: Rogério Moraes Ferreira trägt 2014 das Logo mit drei Sternen auf der Brust.
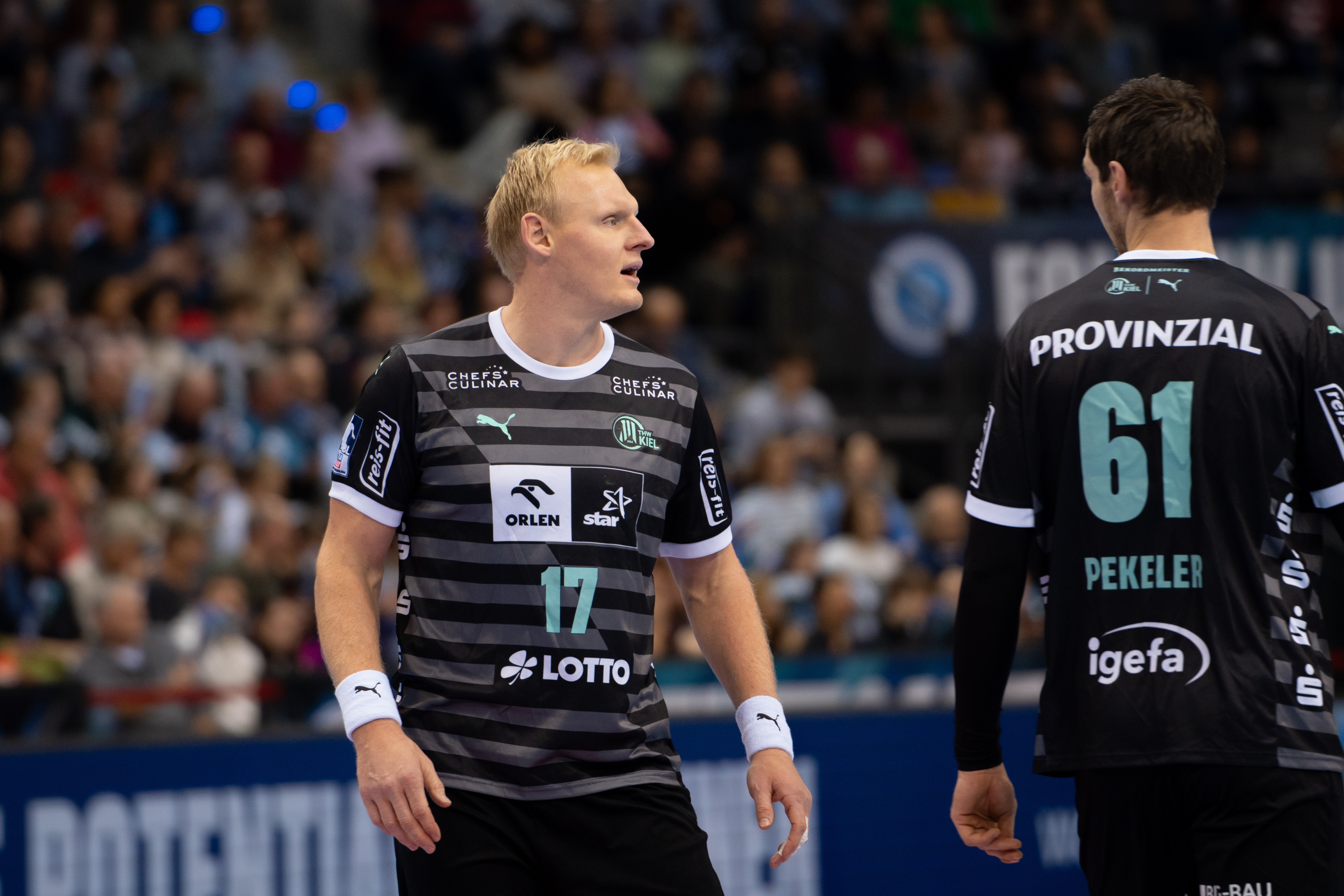
Bild 5: Patrick Wiencek (li.) und Hendrik Pekeler in den Bundesliga-Auswärtstrikots 2023/24.

### Maskottchen

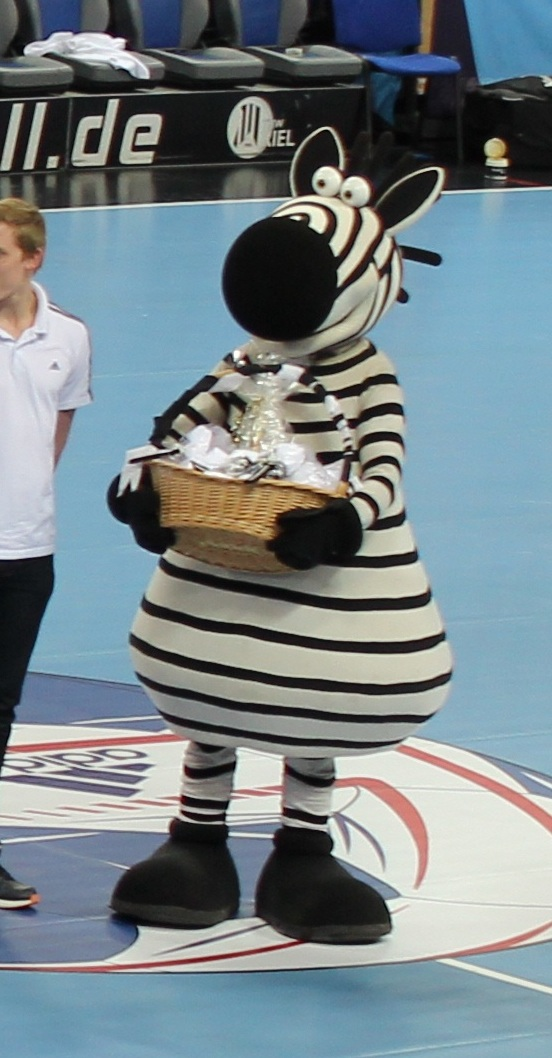
Maskottchen Hein Daddel

Seit dem 26. August 1998 begleitet das 2,10 m große Maskottchen Hein Daddel, benannt nach der Vereinslegende Heinrich Dahlinger, die Handballer. Entwickelt und gebaut wurde die Zebra-Figur aus PU-Schaum von Puppenmacher Peter Röders in Idstedt.

### Halle und Infrastruktur

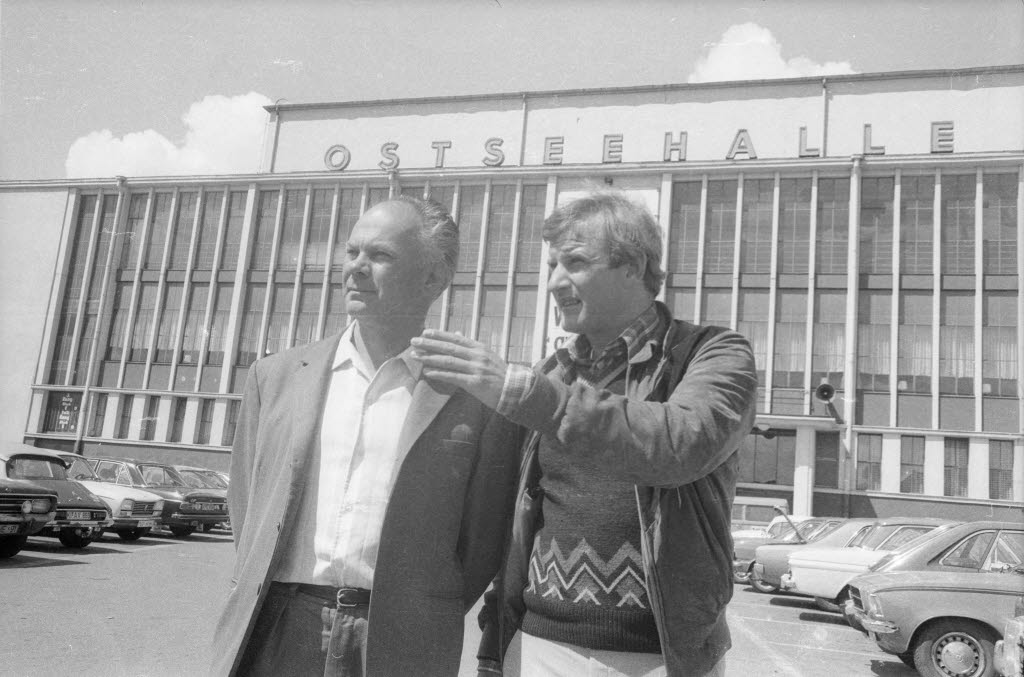
Trainer Željko Seleš (links) vor der Ostseehalle. (1977)

Heimstätte des THW ist die 1950 erbaute Wunderino Arena (ehemals Ostseehalle). Bereits in den ersten Jahren kamen bis zu 7.000 Zuschauer zu den Spielen der Handballer. Im Jahr 1996 kamen Überlegungen seitens des Vereins auf, an anderer Stelle in Kiel eine eigene Mehrzweckhalle mit einer Kapazität von 10.000 bis 14.000 Zuschauern zu bauen. Noch im selben Jahr wurde diese Idee aus wirtschaftlichen Gründen verworfen. Dafür beteiligte man sich an den Kosten für eine Modernisierung und Erweiterung der Halle. Mit dem Umbau der Halle in den Jahren 2000 und 2001 wurde das Fassungsvermögen von 7.250 auf 10.250 Zuschauern sowie 2011 noch einmal auf 10.285 erhöht. Für einige Partien wich der THW auf andere Standorte aus, dies waren:
- Im DHB-Pokal 1988/89 gewann man in der ersten Runde gegen den TSV Bayer Dormagen mit 19:15 in der Sporthalle in Altenholz am 1. Oktober 1988.[83]
- In der EHF Champions League 1996/97 spielte man im Halbfinale gegen Badel 1862 Zagreb aus Kroatien 23:23 vor 4.464 Zuschauern in der Alsterdorfer Sporthalle in Hamburg am 15. März 1997.[84]
- Im EHF-Pokal 1997/98 schlug man im Achtelfinale Dunaferr SE aus Ungarn mit 26:21 vor 3.200 Zuschauern in der Holstenhalle in Neumünster am 15. November 1997.[85]
- In der Qualifikation zur EHF Champions League 1999/2000 besiegte man den türkischen Vertreter Çankaya Belediyesi Ankara mit 31:20 vor 1.200 Zuschauern in der Kreissporthalle in Bad Segeberg am 4. Oktober 1999.[86] Das Hinspiel fand in der Ostseehalle statt. Im Viertelfinale gewann man gegen Hapoel Rischon LeZion aus Israel mit 26:22 vor 4.000 Zuschauern in der Alsterdorfer Sporthalle in Hamburg am 25. Februar 2000.[87] An selber Stelle deklassierte man im Halbfinale Badel 1862 Zagreb mit 32:21 vor 4.800 Zuschauern am 19. März 2000.[88]
- Am 26. Spieltag der Bundesligasaison 2000/01 gewann man gegen GWD Minden mit 28:26 vor 3.000 Zuschauern in der Alsterdorfer Sporthalle in Hamburg am 11. März 2001.[89]
- Am 35. Spieltag der Bundesligasaison 2000/01 schlug man den TUSEM Essen mit 29:27 vor 2.200 Zuschauern in der Alsterdorfer Sporthalle in Hamburg am 9. Mai 2001.[90]
- In der Qualifikation zum EHF-Pokal 2001/02 setzte man sich gegen den bosnischen Vertreter HC Gracanica Index mit 40:20 vor 610 Zuschauern in der Edgar-Meschkat-Halle in Altenholz am 12. Oktober 2001 durch.[91]
- Im DHB-Pokal 2001/02 besiegte Kiel im Achtelfinale den TV Kornwestheim mit 39:25 vor 712 Zuschauern in der Kreissporthalle in Bad Segeberg am 12. Dezember 2001 und im Viertelfinale den ThSV Eisenach mit 22:19 vor 800 Zuschauern in der Edgar-Meschkat-Halle in Altenholz am 16. Februar 2002.[92][93]
- Im DHB-Pokal 2004/05 besiegte Kiel im Achtelfinale die TSG Friesenheim mit 40:25 vor 650 Zuschauern in der Edgar-Meschkat-Halle in Altenholz am 1. Dezember 2004.[94]
- Im DHB-Pokal 2022/23 unterlag die Mannschaft im Viertelfinale dem SC Magdeburg mit 34:35 nach Verlängerung in der Hamburger Barclays Arena vor der Rekordkulisse von 12.523 Zuschauern.[95]

Hallensprecher des THW waren von 1983 bis 2013 Rolf Körting, von 2013 bis 2021 Thomas Lorenzen und von 2021 bis 2022 Markus Assemacher. Seit 2022 übernimmt Carsten Schoppenhauer diese Position.
Im Februar 2019 bezog der THW als Mieter das neu errichtete Trainingszentrum im Kieler Vorort Altenholz, in dem neben zwei Trainingshallen, Athletik-, Physio- und Besprechungsraum auch die Geschäftsstelle ihren Platz gefunden hat. Diese lag zuvor in der Innenstadt, trainiert wurde in einer Schulsporthalle im Stadtteil Russee und in einer ehemaligen Tennishalle im Stadtteil Wellsee.
Für Auswärtsfahrten nutzt der Verein seit November 2020 einen extra für die Handballer konzipierten Reisebus eines Sponsors. Dieser trägt wie der Vorgänger das Kfz-Kennzeichen KI-EL 1. Mit diesem Bus werden auch Gastmannschaften vom Flughafen Hamburg abgeholt. Für weiter entfernte Spielorte startet die Mannschaft per Charterflugzeug vom Flugplatz Kiel-Holtenau in Holtenau.

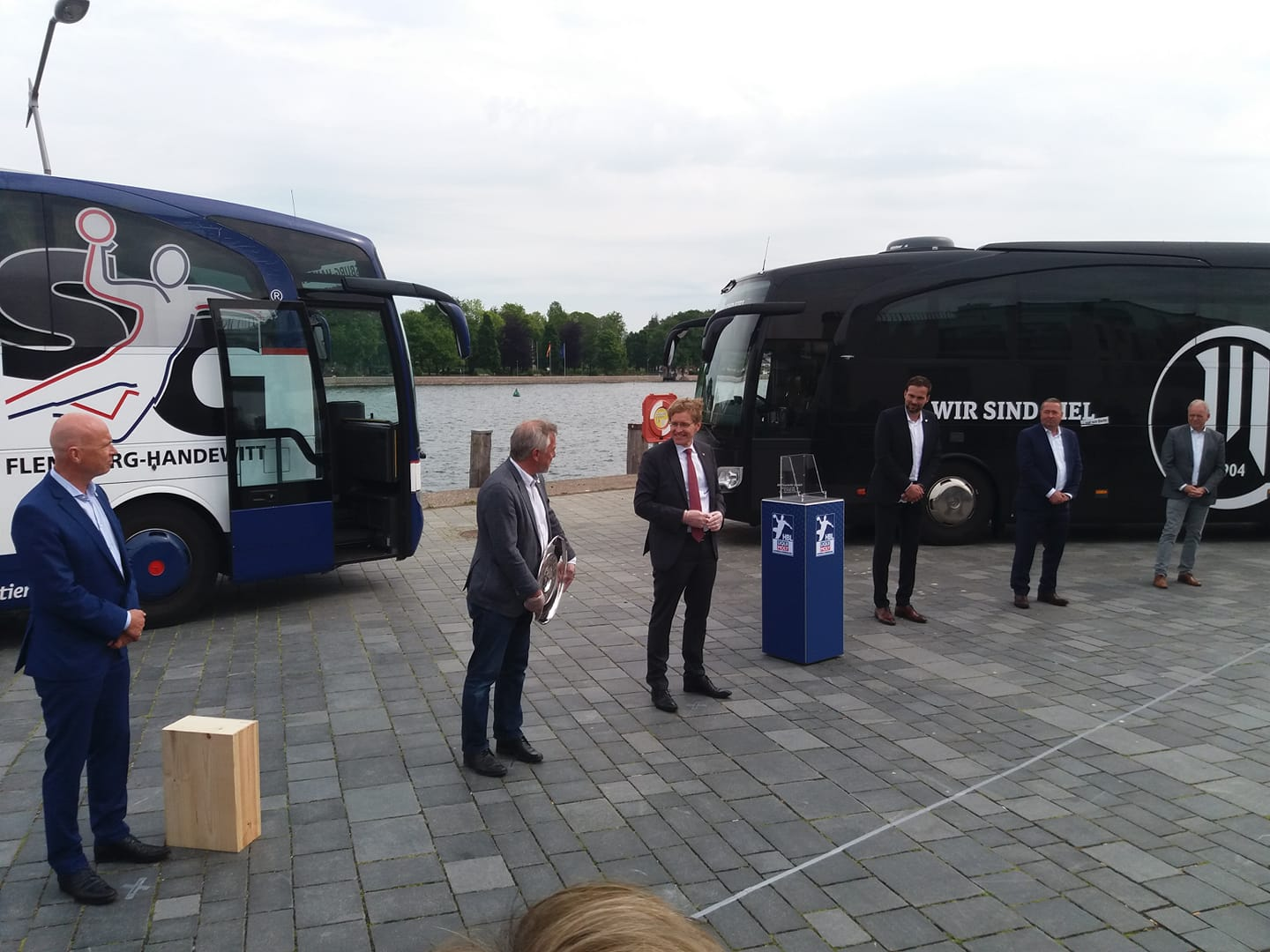
Bei der Übergabe der Meisterschale an den THW im Juni 2020 stehen im Hintergrund die Busse des THW Kiel und der SG Flensburg-Handewitt.

### Vereinsstruktur und Finanzen
Als erster Handballbundesligist gliederte der THW Kiel am 1. Juli 1992 seine Profiabteilung aus. Am 10. September 1992 wurde die THW Kiel Handball-Bundesliga Verwaltungsgesellschaft mbH gegründet. Diese fungiert als persönlich haftende Gesellschafterin der am 29. Oktober 1992 gegründeten THW Kiel Handball-Bundesliga GmbH & Co. KG. Vom 17. Juni 1993 bis 12. März 2007 bestand zudem die THW Marketing + Werbung GmbH, ehe diese mit der THW Kiel Handball-Bundesliga GmbH & Co. KG verschmolzen, liquidiert und beim Amtsgericht Kiel gelöscht wurde. Seit dem 14. August 2013 existiert als Tochtergesellschaft die THW Kiel Nachwuchsleistungshandball GmbH.
Im Rahmen der „Manipulationsaffäre“ um Manager Uwe Schwenker und Trainer Zvonimir Serdarušić wurde die Führungsstruktur der THW Kiel Handball-Bundesliga GmbH & Co. KG im Sommer 2009 von fünf Gesellschaftern und einem mit Sponsoren besetzten Beirat auf einen fünfköpfigen Aufsichtsrat umgestellt. Daneben besteht ein neunköpfiger Wirtschaftsausschuss.
| Kenngröße                       | Einheit      | 2010/11 | 2011/12 | 2012/13 | 2013/14 | 2014/15 | 2015/16 | 2016/17 | 2017/18 | 2018/19 | 2019/20 | 2020/21 | 2021/22 | 2022/23 |
| ------------------------------- | ------------ | ------- | ------- | ------- | ------- | ------- | ------- | ------- | ------- | ------- | ------- | ------- | ------- | ------- |
| Bilanzsumme                     | Tausend Euro | 6279    | 6958    | 5712    | 5985    | 5716    | 6424    | 6537    | 5955    | 6544    | 3953    | 5588    | 6277    | 5345    |
| Anlagevermögen                  | Tausend Euro | 1309    | 1871    | 1235    | 680     | 459     | 499     | 351     | 207     | 461     | 471     | 422     | 383     | 982     |
| Verbindlichkeiten               | Tausend Euro | 5533    | 5106    | 4523    | 4253    | 4153    | 4283    | 4381    | 4150    | 4390    | 1009    | 2102    | 4174    | 4141    |
| Umsatzerlöse                    | Tausend Euro | 10804   | 12038   | 11711   | 11255   | 11672   | 11926   | 12384   | 12191   | 13427   | 12849   | k. A.   | k. A.   | 14350   |
| Löhne und Gehälter              | Tausend Euro | 5941    | 7586    | 7196    | 6127    | 6943    | 6823    | 7073    | 7136    | 7832    | 7022    | k. A.   | k. A.   | 7631    |
| Jahresüberschuss nach Steuern   | Tausend Euro | 565     | 26      | -443    | 90      | 41      | 408     | -278    | -147    | -150    | 74      | k. A.   | k. A.   | -310    |
| Arbeitnehmer                    | Personen     | 40      | 39      | 29      | 31      | 37      | 51      | 50      | 50      | 45      | 45      | 60      | 78      | 90      |
| 000davon Lizenzspieler/-Trainer | Personen     | 18      | 17      | 17      | 18      | 24      | 26      | 25      | 21      | 22      | 20      | 22      | 21      | 24      |
| 000Verwaltungsangestellte       | Personen     | 22      | 22      | 12      | 13      | 13      | 13      | 12      | 15      | 12      | 9       | 10      | 12      | 13      |
| 000Aushilfen                    | Personen     | k. A.   | k. A.   | k. A.   | k. A.   | 12      | 13      | 14      | 14      | 11      | 16      | 28      | 45      | 53      |

### Sponsoren
Von 1978 bis 2016 war der Versicherungskonzern Provinzial als Hauptsponsor auf dem Trikot präsent, seit 2016 als Teamsponsor auf dem oberen Rücken. Hauptsponsor ist seit 2016 der Elmshorner Ableger des polnischen Mineralölkonzerns und Tankstellenbetreibers PKN Orlen mit seinen Tankstellenmarken Star und Orlen. Neben einem Dutzend Teamsponsoren finden sich im Zebraclub etwa 70 weitere regionale Sponsoren.

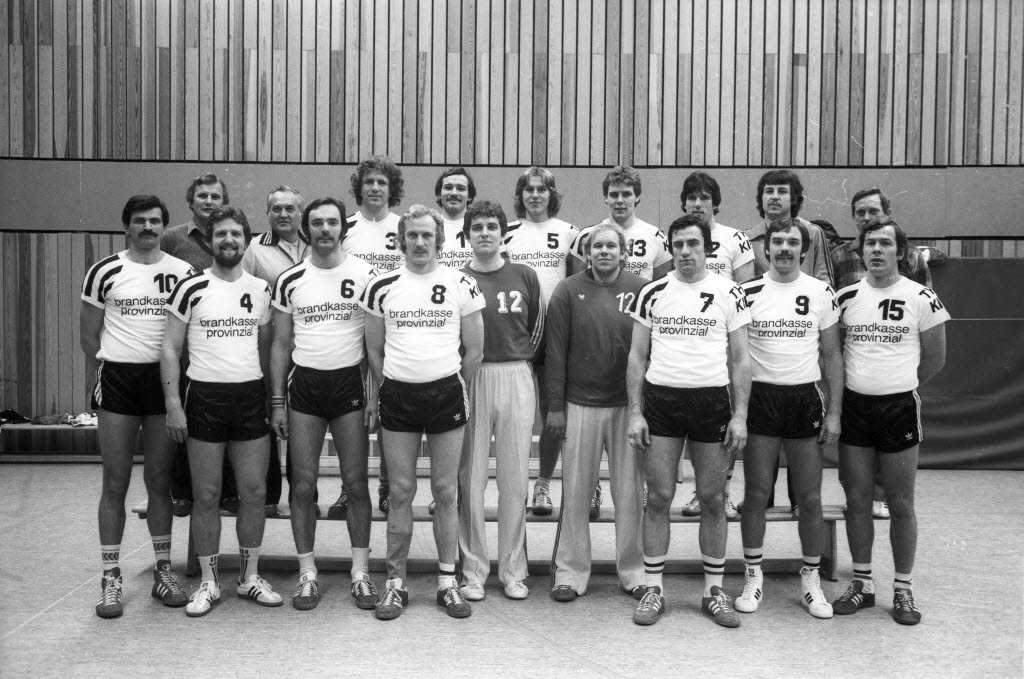
Die Bundesligamannschaft der Saison 1979/80 mit dem Trikotsponsor brandkasse provinzial.
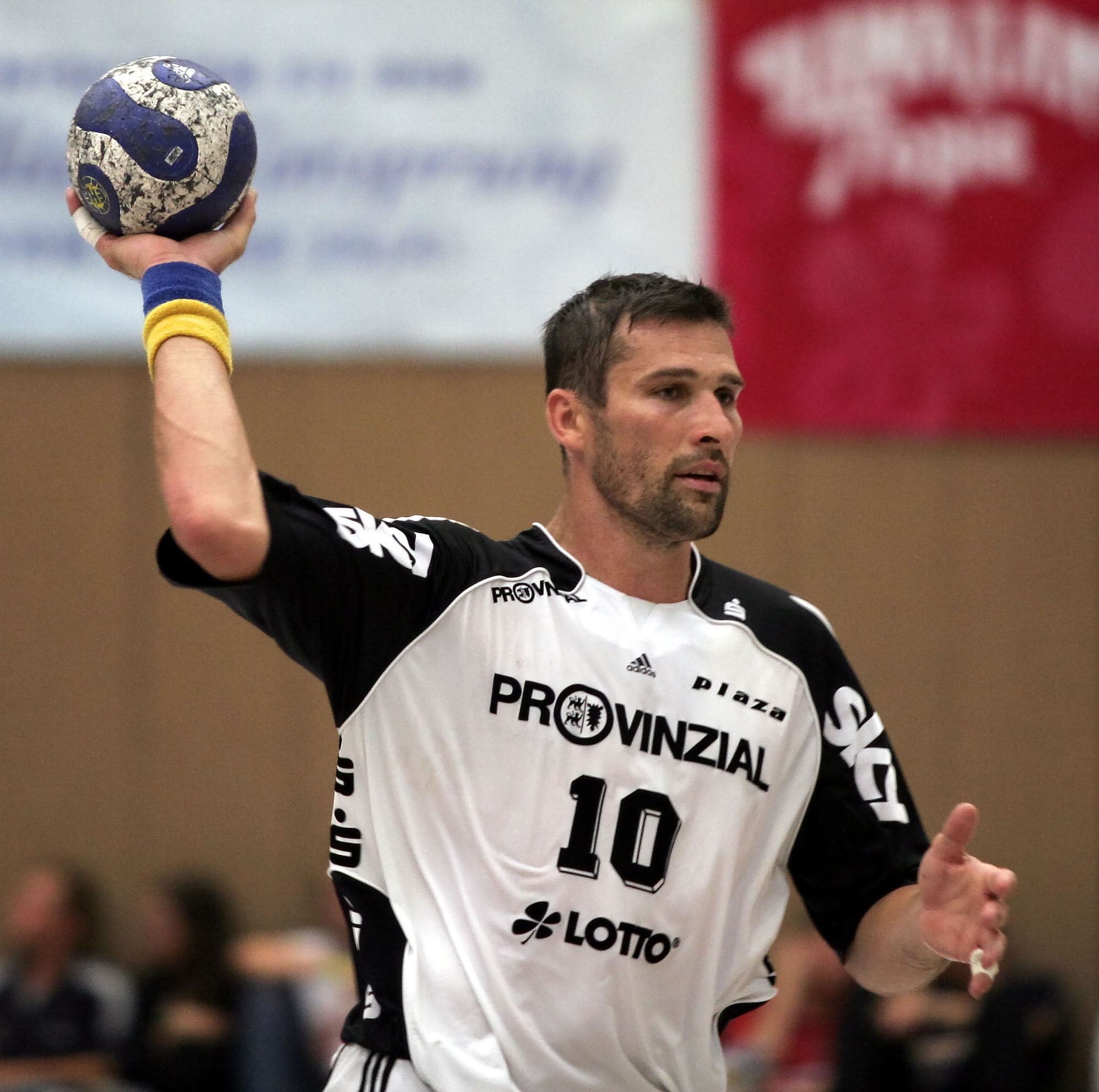
Stefan Lövgren mit dem Provinzial-Schriftzug (2007).
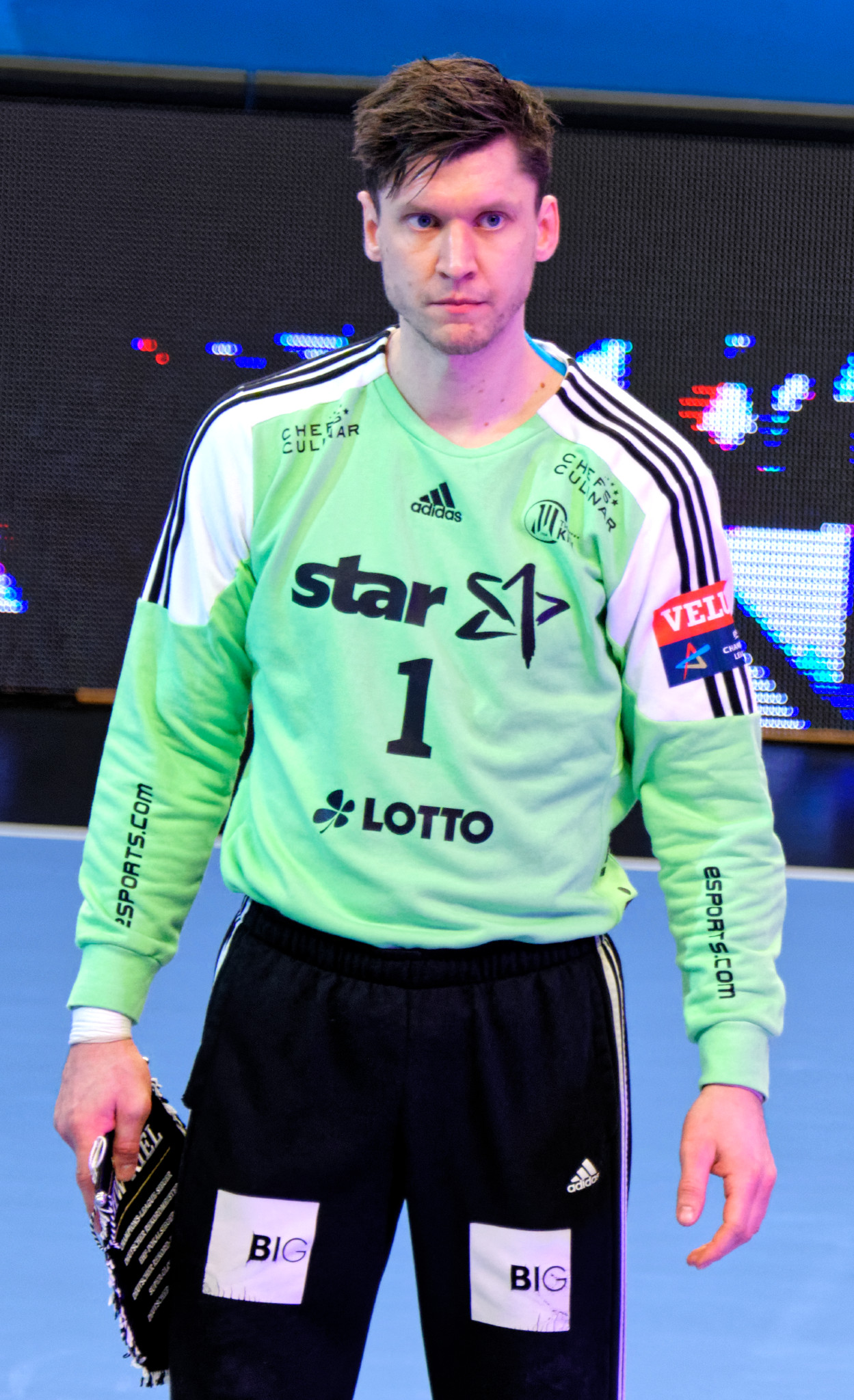
Torwart Niklas Landin Jacobsen mit Hauptsponsor Star auf der Brust (2018).

### Ausrüster
Die Handballer wurden von 1963 bis 2019 von Adidas ausgerüstet. Für den vorzeitigen Ausstieg aus dem bis 2022 laufenden Vertrag zahlte das Unternehmen eine Ablöse. Nachfolger wurde der dänische Sportartikelhersteller Hummel. Im März 2023 verkündete der THW die einvernehmliche Auflösung des bis 2025 laufenden Vertrages zum Ende der Saison 2022/23. Seit der Spielzeit 2023/24 wird die Mannschaft von Puma ausgerüstet. Außerhalb des Feldes trugen die Spieler und Trainer ab 2011 Anzüge und Schuhe des Sulinger Unternehmens LLOYD, ab 2019 Anzüge des Solinger Modeunternehmens Walbusch und seit 2024 Bekleidung des dänischen Unternehmens Lindbergh.

### U-23-Mannschaft
Die zweite Mannschaft des THW, die U-23, wurde in der Spielzeit 2012/13 Meister der Handball-Oberliga Hamburg - Schleswig-Holstein und stieg damit in die 3. Liga auf, wo sie ab der Saison 2013/14 in der Staffel Nord spielte und nach der Saison 2014/15 wieder abstieg. Seitdem nimmt die Mannschaft wieder an der Handball-Oberliga Hamburg - Schleswig-Holstein teil.

### Jugend

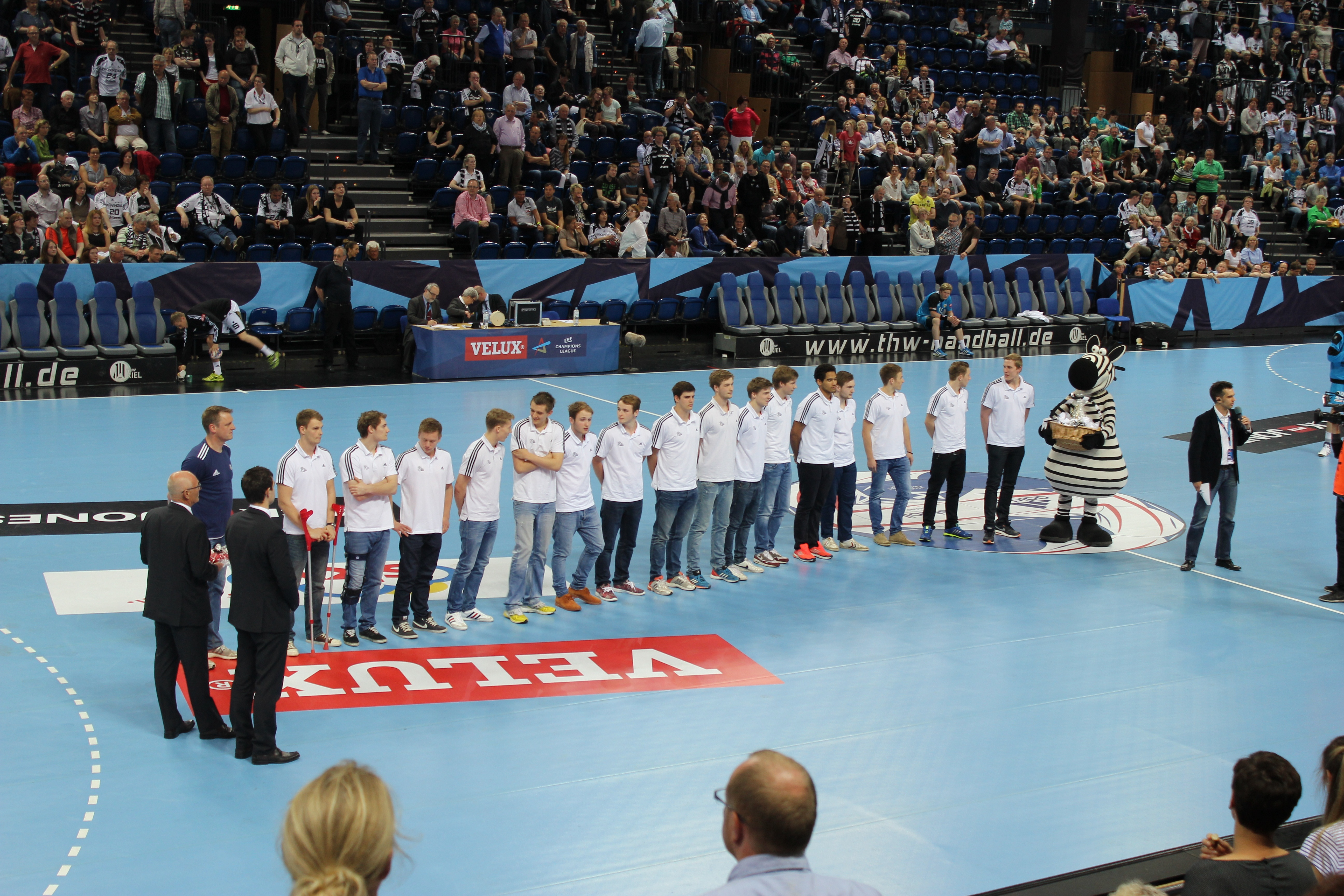
Die A-Jugend des THW Kiel (2014)

Die männliche A-Jugend wurde 1971 Deutscher Jugendmeister. Zudem gewann sie den NOHV-Pokal in den Jahren 1995, 1997 und 1998.
Die männliche A-Jugend spielt seit der Saison 2012/13 in der Nord-Staffel der A-Jugend-Bundesliga. Nach einem fünften Platz 2012/13 wurde die Mannschaft 2013/14 und 2014/15 Dritter. 2015/16 qualifizierte sie sich nach einem zweiten Platz erstmals für die Meisterrunde, in der sie im Viertelfinale ausschied. 2016/17 wurde die Mannschaft Neunter der Staffel Nord, 2017/18 Sechster, 2018/19 Vierter, 2019/20 Fünfter und in der verkürzten Saison 2020/21 Vierter. In der Saison 2021/22 gewann die A-Jugend ihre Hauptrundengruppe mit 14 Siegen in Serie. Anschließend scheiterte sie im Achtelfinale. In der Saison 2022/23 wurde sie Zweite der Vorrundengruppe und Dritte der Hauptrundengruppe. Im Viertelfinale setzten sich die Jungzebras gegen den TSV Bayer Dormagen durch und qualifizierten sich erstmals für das Halbfinale, in dem sie nach einem 29:25-Heimsieg bei den Rhein-Neckar Löwen mit 35:25 unterlagen und ausschieden.
In der Saison 2023/24 gewann die A-Jugend erstmals den U-19-DHB-Pokal.
Die männliche B- und C-Jugend spielen in der jeweils höchsten Jugendspielklasse. Darunter bestehen weitere Mannschaften für Kinder.

### Frauen

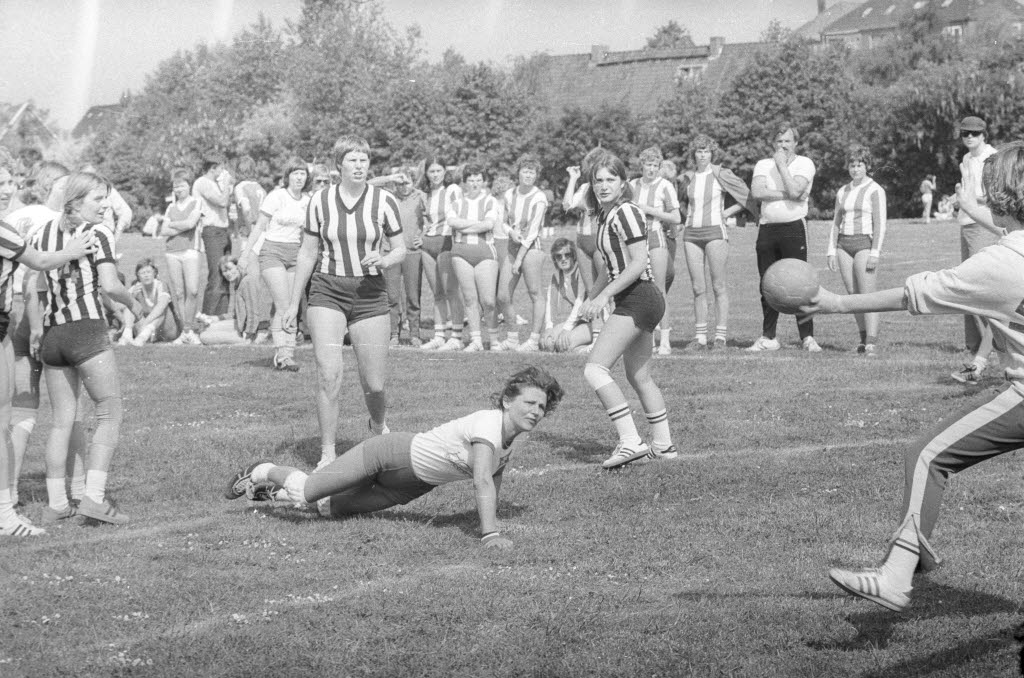
Die Frauenmannschaft des THW in den gestreiften Trikots beim 21. Internationalen Handballturnier 1977 gegen den Gastgeber KSV Holstein.

Die erste Frauenmannschaft stieg seit 2006 fast jedes Jahr eine Spielklasse bis in die Handball-Oberliga Hamburg - Schleswig-Holstein auf. Dort belegte sie 2011/12 einen Abstiegsplatz, erreichte aber in der Folgesaison als Meister der Schleswig-Holstein-Liga den direkten Wiederaufstieg. In der Saison 2022/23 stieg sie aus der Schleswig-holsteinischen Landesliga Staffel Süd ab.

## Medien
- THW Kiel – „Willkommen beim besten Handball-Club der Welt!“, Dokumentation, Sky, 2015, 28 Min.[120]
- Erik Eggers, Wolf Paarmann: THW Kiel – Die Zebras. Verlag Die Werkstatt, Göttingen 2014, ISBN 978-3-7307-0137-9, 238 S.
- Erik Eggers: Schwarz und Weiß – Die Geschichte des Rekordmeisters THW Kiel. Verlag Die Werkstatt, Göttingen 2008, ISBN 978-3-89533-619-5, 320 S.